# Sojourner Truth
Pour les articles homonymes, voir Truth.
Sojourner Truth, (nom de naissance Isabella Baumfree, dite Belle, ultérieurement Isabella Wagenen) née probablement en 1797 à Hurley, une ville de l'ancienne colonie néerlandaise du comté d'Ulster, dans l'État de New York, et morte le 26 novembre 1883 à Battle Creek dans l'État du Michigan, est une prédicatrice chrétienne évangéliste. C'est une réformatrice qui figure parmi les abolitionnistes afro-américaines engagées ainsi qu'une militante pour le droit de vote des femmes noires et blanches.
Née dans la condition d'esclave, de parents esclaves, elle porte les noms de ses différents propriétaires. Comme celui d'Isabella Baumfree de 1797 jusqu'en 1827. Elle est mariée contre son consentement. Ne pouvant obtenir son émancipation malgré la loi de 1826, elle s'enfuit et prend le nom d'Isabella van Wagenen, en hommage au couple de Quakers qui la recueille.
En 1828, Isabella Wagenen, soutenue par des Quakers, gagne le procès qui l'oppose à l'esclavagiste qui détient abusivement son fils. Elle devient la première femme noire à gagner un procès contre un blanc pour obtenir la liberté d'un membre de sa famille
Durant ses prêches dans les quartiers pauvres de Manhattan, elle rencontre des prédicateurs - Elijah Pierson (en) et Robert Matthews (chef de secte) (en), un imposteur manipulateur. Cela la pousse à affirmer sa propre foi. Elle fréquente l'église épiscopale méthodiste africaine de Sion, antiesclavagiste, tandis qu'à New York les violences se multiplient contre les Afro-Américains. Elle se lie avec des militantes afro-américaines et participe à l'Underground Railroad pour aider les esclaves fugitifs. L'assassinat de Elijah Parish Lovejoy et l'affaire de l'Amistad décident Isabelle Wagenen à se lancer dans la lutte contre l'esclavage.
Le jour de la Pentecôte de 1843, elle choisit de prendre le nom de Sojourner Truth, à la suite d'une révélation mystique. Par la force de ses prédications, elle devient le symbole de la capacité des pauvres et notamment des femmes à s'élever et s'émanciper, grâce selon elle, à la puissance du Saint Esprit.
Sojourner Truth trouve ensuite dans la Northampton Association for Education and Industry une réelle vie démocratique, fraternelle, sans distinction de classe ou de race. Elle y noue des amitiés durables avec des militants comme Frederick Douglass mais la communauté, criblée de dettes, doit cesser ses activités.
Sojourner Truth ne sachant ni lire, ni écrire, elle dicte son autobiographie qui paraît en 1850, avec succès, sous le titre de Narrative of Sojourner Truth. Elle est invitée à faire des conférences sur le droit des femmes et contre le Fugitive Slave Act avec d'autres militantes afro-américaines. De violentes controverses ont lieu entre celles-ci quant au combat simultané ou non pour le droit des femmes et celui des Afro-Américains. Truth se fait connaître par son discours Ain't I a Woman ? (Ne suis-je pas une femme ?) prononcé le 29 mai 1851 au Congrès des femmes de l'Ohio de 1851 à Akron.
Sojourner Truth prend la parole dans tous les meetings anti-esclavagistes et féministes. Bien qu'opposée à la guerre de Sécession, elle soutient les troupes nordistes de l'Union Army. Truth et d'autres militantes multiplient les conférences abolitionnistes, parfois au péril de leur vie, Avec le Progressive Friends (en) de Longwood, elle présente un mémoire au président Abraham Lincoln quant à l'émancipation des esclaves. C'est sa première rencontre avec le président. Elle le revoit lors de sa campagne en faveur de sa réélection, en 1864.
Après la guerre de Sécession, Sojourner Truth et ses amies s'engagent pour la défense des affranchis au sein du Bureau of Refugees, Freedmen and Abandoned Lands. En 1867, Sojourner Truth prend la parole lors de la convention de l'American Equal Rights Association et attire l'attention sur le sort des femmes de couleur récemment affranchies, réitérant ainsi le lien entre le droit des femmes blanches et celui des femmes noires. Constatant l'état d'exclusion, de pauvreté des affranchis, Sojourner Truth va se battre pour un projet d'implantation dans les territoires disponibles dans l’Ouest américain. Malgré ses efforts et une tournée de plusieurs mois dans le Kansas et auprès de membres du Congrès et du Sénat, elle doit renoncer à ce projet qui n'est ni voté ni financé.
À la fin de l'année 1874, Sojourner Truth tombe malade mais elle reprend ses cycles de conférences à partir de 1878 jusqu'en 1880. Certaines sont relayées par la presse. Elle meurt d'épuisement à son dernier domicile, celui de Battle Creek, le 26 novembre 1883.
Avec Harriet Tubman, Sojourner Truth fait partie des Afro-Américaines les plus célèbres du XIXe siècle.

## Biographie

### Les premières années 1797- 1826

#### L'esclavage

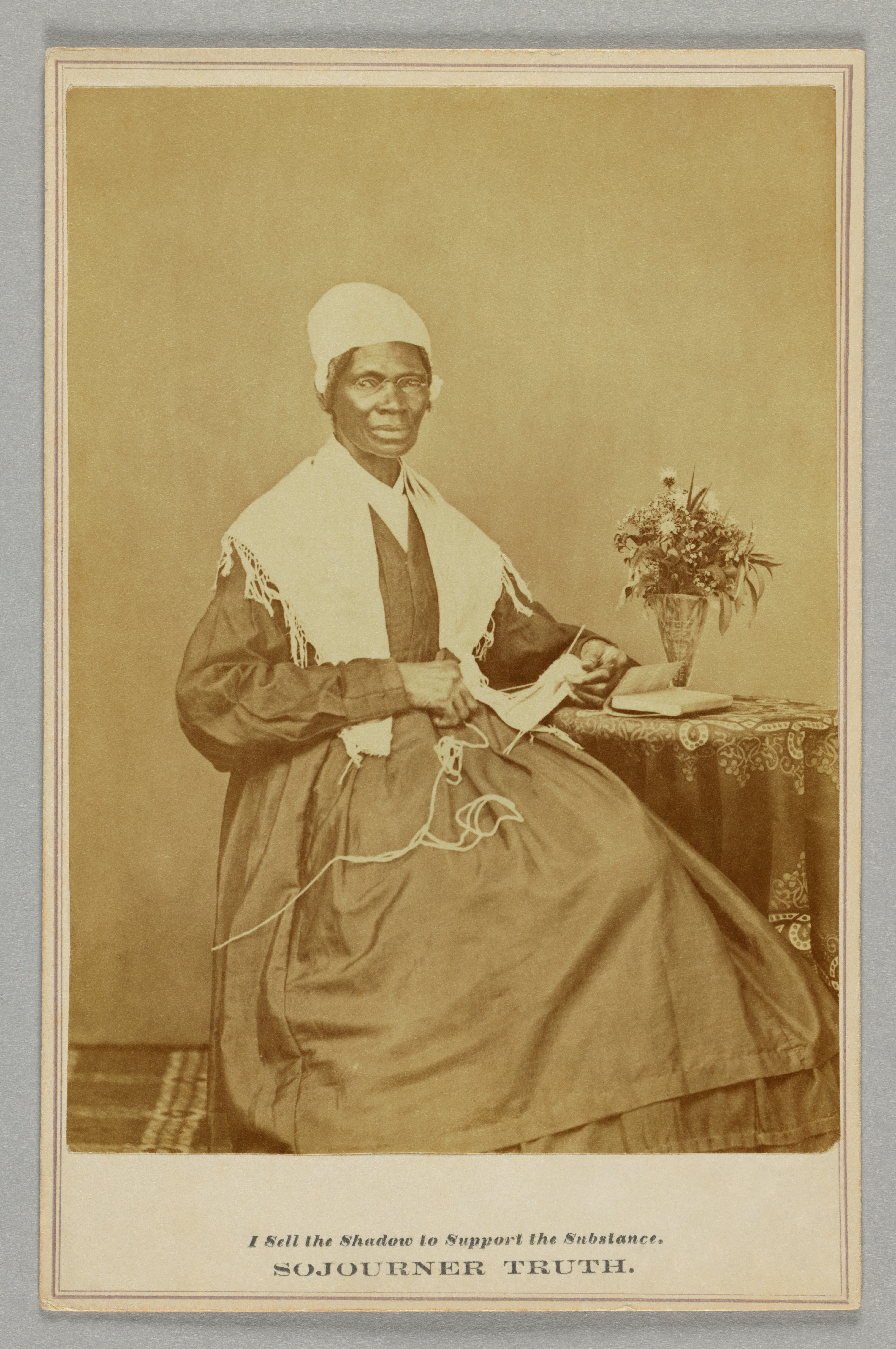
Portrait-carte de Sojourner Truth (conservé au musée national de l'histoire et de la culture afro-américaines).

Isabella Baumfree naît vers 1797 à Hurley, une ville de l'ancienne colonie néerlandaise du comté d'Ulster, dans l'État de New York. Ses parents sont Makewe, renommé James Bomefree dit également Baumfree, qui en hollandais signifie « arbre » et d'Elizabeth, surnommée Betsey ou « Mau-Mau Bett ». L'un comme l'autre seraient originaires de l'actuel Ghana. Ils donnent naissance à Isabella Baumfree vers 1797 (l'année 1797 est sourcée par le témoignage de ses premiers maîtres). Elle est l'avant-dernière de leurs douze ou treize enfants. Ils sont esclaves du colonel Johannes Hardenberg qui ne s'adresse à eux qu'en néerlandais afin qu'ils ne puissent pas communiquer avec l’entourage majoritairement anglophone,,. La jeune Isabella Baumfree, surnommée « Belle », ne parle donc que cette langue dont elle gardera un accent tout au long de sa vie,,,,,,,,.
La famille Hardenberg est un pilier de la communauté néerlandaise calviniste, l'Église réformée néerlandaise, installée dans le comté d'Ulster. Puis, elle embrasse le piétisme du théologien Theodorus Jacobus Frelinghuysen (en) dont elle transmet l'enseignement à ses esclaves et notamment à Elizabeth Beaumfree qui le transmet à son tour à sa fille Isabella, qui en sera durablement influencée,.
Johannes Hardenberg meurt en 1799. La famille Beaumfree fait partie de l'héritage transmis à son fils Charles Hardenberg qui l'emmène dans sa nouvelle résidence dans les collines voisines avec une dizaine d'autres esclaves. Avec lui les conditions de vie des esclaves se dégradent, leurs nouveaux logements sont insalubres, les parents d'Isabella sont épuisés, usés autant par les travaux des champs que par leur habitation froide et humide durant les hivers. Malgré des conditions de vies rudes, les Beaumfree transmettent une éducation morale à leurs enfants,,.
En mai 1808, Charles Hardenberg meurt, ses héritiers décident de vendre aux enchères son bétail, ses chevaux et ses esclaves, dont la famille Beaumfree fait partie. Mais les héritiers décident de garder les parents Baumfree, même de les affranchir ; une fois libres, les parents d'Isabella continuent à travailler au service des Hardenberg. De son côté, Isabella Baumfree est adjugée avec un lot de moutons pour la somme de 100 $ et devient la propriété d'un commerçant, John Nealy qui habite dans le village de Twaalfskill voisin de Kingston dans le comté d'Ulster. Ce dernier se montre brutal envers elle. Isabella Baumfree comprenant mal l'anglais fait des erreurs dans l’exécution des ordres, aussi John Nealy et son épouse la fouettent régulièrement - John Nealy va jusqu'à la battre à coup de tisonnier. Isabella Baumfree essaie d'apprendre l’anglais auprès de ses maîtres mais en vain, ils n'en ont pas la patience. Alors que Mme Nealy continue de lui hurler dessus, progressivement, elle apprend l'anglais mais elle garde des accents néerlandais. Dans cette ambiance de maltraitance, séparée de ses parents, pour seul refuge, elle a la prière, la confiance en Dieu,,,,,.
Une soirée d'hiver, James Baumfree, qui est affranchi, rend visite à sa fille Isabella. Il découvre qu'elle n'a pas d'habits d'hiver et constate les cicatrices liées aux coups sur le dos de sa fille. En rage, James Baumfree lui promet de trouver une solution. En 1810, il convainc Martinus Schryver, d'ascendance néerlandaise, un pêcheur et un aubergiste d'acheter sa fille. Celui-ci a besoin d'une servante. La famille Nealy se débarrasse donc d'Isabella Baumfree en la revendant pour la somme de 175 $ à Martinus Schryver. Ce dernier va lui offrir un cadre de vie plus agréable, elle est chaudement habillée pendant l'hiver et surtout bien nourrie. Elle ne travaille plus dans les champs, elle est assignée aux tâches domestiques et au service de l'auberge où elle découvre un monde de buveurs ayant constamment une chope à la main, ne pensant qu'à danser ou à jouer, un monde de vulgarité. Plusieurs clients tentent de la séduire, en vain, elle reste chaste. Durant cette période, elle apprend la disparition de sa mère. Puis Martinus Schryver étant en défaut de paiement, il vend Isabella à John J. Dumont, un descendant de huguenot, riche propriétaire terrien de New Paltz, toujours dans le comté d'Ulster,,,,,,.

#### Les années à New Paltz
John J. Dumont affecte Isabella Baumfree, comme ses dix autres esclaves, à la vie domestique de sa demeure ; elle est affectée à la cuisine où elle excelle et en même temps, elle améliore peu à peu son anglais. Si John J. Dumont se montre tolérant et patient envers elle, ce n'est pas le cas de son épouse qui la réprimande régulièrement. Les tensions entre Isabella Baumfree et ses maîtres sont probablement dues à la jalousie entre servantes. Kate notamment, une domestique blanche, met ses erreurs sur le dos d'Isabella Baumfree et sabote son travail, notamment en polluant l'eau de la marmite dans laquelle elle fait bouillir les pommes de terre. Gertrude Dumont surnommée Gerty, la fille du couple Dumont, se prend d'affection pour Isabella Baumfreee et la met hors de cause en dévoilant les manœuvres de Kate pour la discréditer,,,,.
Isabella Baumfree reçoit, durant cette période, une formation religieuse élémentaire donnée par le clerc de la famille Dumont et par le cocher de John J. Dumont, Cato qui fait office de prédicateur auprès des esclaves,.
En 1815, lors de la fête dite de Pinkster (en) célébrée le jour de la Pentecôte par les esclaves afro-américains de propriétaires membres de l'Église réformée néerlandaise. Isabella Baumfree a 18 ans. Elle tombe amoureuse de Robert, un esclave d'un maître dénommé Catlin. Ce dernier s'oppose aux relations entre Robert et Isabella et impose une compagne à Robert, une esclave avec qui il pourra engendrer de nouveaux esclaves lui appartenant. Malgré l'interdiction Robert et Isabella continuent de se voir en cachette. Catlin, qui s'en doute, leur tend un piège et rosse Robert à coup de bâton devant Isabella Baumfree. La bastonnade ayant lieu chez John J. Dumont, ce dernier alerté par les cris de Baumfree, intervient pour faire cesser les coups de Catlin et de son fils. Pour s'assurer que Robert ne sera pas battu à mort, il accompagne les Catlin avec Robert enchaîné jusqu'à leur domicile.
Cet incident rappelle à son maître John J. Dumont qu'Isabella Baumfree est en âge d'enfanter et qu'il temps de lui chercher un homme à qui l'unir. Il choisit l'un de ses esclaves, un dénommé Thomas, qui a déjà engendré deux fils, vendus à d'autres propriétaires. Ni Thomas, ni Baumfree n'éprouvent de sentiments l'un pour l'autre, mais ce n'est pas l'affaire de leur propriétaire. Cela dit Isabella Baumfree arrive à obtenir de son maître une cérémonie de mariage qui est célébrée par un clerc afro-américain. Malgré le caractère arbitraire de leur union, les époux apprennent à se respecter et à s'apprécier. De leur union naissent cinq enfants, quatre filles et un fils : Diana, Elisabeth, Sophia et Peter, une des filles est morte précocement sans prénom. Deux de leurs filles seront vendues,,.

### L'émancipation et les premières prédications (1826-1835)

#### L'État de New York et l'abolition de l'esclavage
Après la guerre d'Indépendance, les Quakers (Société religieuse des Amis) sont les premiers à militer de façon organisée contre l'esclavage et à questionner le droit d'une personne à en posséder une autre en tant qu'esclave. Sous l'impulsion d'Antoine Bénézet et John Woolman des organisations contre l’esclavage se créent. C'est ainsi qu'apparaît la première société antiesclavagiste américaine, la Pennsylvania Abolition Society à Philadelphie le 14 avril 1775. Cette première société fait des émules dans tous les états, du Massachusetts jusqu'en Virginie, comme la New York Manumission Society fondée en 1785,,,.
En 1817, sous la pression des Quakers et de la New York Manumission Society, l'État de New York vote une première loi qui dit que les esclaves nés après le 4 juillet 1799 seront progressivement émancipés : les femmes à l'âge de 25 ans et les hommes à l'âge de 28 ans. Puis un amendement précise que le 4 juillet 1827, tous les esclaves nés avant 1799 seront émancipés. Cette loi signifie qu'Isabella Baumfree, âgée de 29 ans peut demander son émancipation à partir du 4 juillet 1826,,,.

#### Une émancipation refusée
Quand le 4 juillet 1826, Isabella Baumfree demande à John J. Dumont de l'émanciper, il refuse car il estime qu'il n'en a pas eu pour son argent. Baumfree sait que la pression des propriétaires est forte. Il y a des cas d'esclaves qui sont assassinés à cause de leurs revendications à être libres. Elle n'a qu'une solution fuir. Elle se réfugie avec sa fille Sophia, chez des voisins, Isaac et Maria van Wagenen, qui habitent à Wagondale dans le comté d'Ulster,,,,.

#### Les années Wagenen (1826-1828)
Isabella prend le nom de Wagenen, devenant Isabella Wagenen. Sa sensibilité la rapproche de ce qu'aujourd'hui on nomme le pentecôtisme, l'inspiration par le Saint Esprit, qu'elle nomme aussi The Spirit (« L'Esprit »), mouvement également dit de la Perfection chrétienne. Le Pentecôtisme dérive de la fête dite de Pinkster (en), célébrée notamment par les Afro-Américains esclaves de propriétaires membres de l'Église réformée néerlandaise, qui est l'occasion de chants, de danses, de transes se rapprochant, selon le romancier James Fenimore Cooper de saturnales pour les noirs,.
Lors de ces fêtes, on commémore la libération des Hébreux, à laquelle Isabella Wagenen s'identifie et qui lui révèle « la gloire de Dieu ». Cette révélation aurait eu lieu durant l'hiver 1827, ou plus vraisemblablement après la fête de Pinkster célébrée le jour de la Pentecôte 1827.
Isabella Wagenen, comme beaucoup d'anciens esclaves, n'a qu'une vague notion du Credo. Ce qu'elle connait du christianisme se résume aux Dix commandements et à des récits concernant la vie, la mort et résurrection du Christ. En revanche, elle clame sa proximité, voire son intimité avec Dieu comme avec Jésus-Christ qu'elle considère comme un ami. Elle est convaincue qu'elle entretient une relation privilégiée avec lui, que ses visions la préparent à recevoir la « rédemption du Christ »,,.
Toujours en 1827, alors qu'Isabella Wagenen travaille à Kingston, en marchant dans la ville, elle entend des chants qui viennent d'une réunion de méthodistes. S'en approchant, elle est invitée à y participer. Isabella est impressionnée par l’accueil, la chaleur de ces chrétiens, à la suite de quoi elle fréquente la Saint James Methodist Episcopal Church (« Église épiscopale méthodiste Saint James ») de Kingston. Elle y développe pour la première fois de sa vie de véritables relations positives avec des femmes blanches et celles-ci l'encouragent à se former. Isabella Wagenen suit des cours d'études bibliques, de découverte de la doctrine méthodiste et de la Trinité. Elle comprend que Jésus est un être divin, ce qui affermit sa confiance en lui,.

#### La victoire dans le procès contre un esclavagiste (1828)
Son fils Peter a été vendu illégalement à un planteur de l'Alabama. En 1828, Isabella Wagenen, avec l'aide d'amis Quackers, intente un procès à l'esclavagiste qui le détient : People v. Solomon Gedney. En obtenant la garde de son fils, elle devient la première femme noire à gagner un procès contre un blanc pour obtenir la liberté d'un membre de sa famille,.

#### Les années new-yorkaises (1828-1835)
Isabella Wagenen fréquente la paroisse de la John Street Methodist Church (en) à Manhattan où elle se lie avec une institutrice, Miss Geer, qui lui confirme que New York offre des opportunités d'emplois pour les Afro-Américains, notamment pour son fils Peter. En septembre 1828, Isabella Wagenen quitte les Wagenen pour se rendre à New York avec ses deux enfants, accompagnée par le couple Grear et tous fervents adeptes du courant de la Perfection chrétienne. Elle gagne sa vie comme domestique,,.
Pour se protéger d'un environnement new-yorkais peu avenant envers les Afro-Américains, elle garde précieusement sur elle un billet certifiant sa conversion au méthodisme sans que l'on sache précisément les circonstances de cette conversion.
Quand Isabella Wagenen apprend que les offices de la John Street vont devenir ségrégués, les uns pour les Blancs, les autres pour les Afro-Américains, elle rejoint une paroisse de l'Église épiscopale méthodiste africaine (ou AME), celle installée à Harlem qui a son siège à l'église  Mother African Methodist Episcopal Zion Church (en),,,,.
New York, comme d'autres villes américaines, est traversée par un courant de « réforme morale » condamnant la consommation d'alcool, le jeu, la prostitution, qui conduisent à la pauvreté et aux maladies. Des appels à la réforme sont lancés aux femmes comme gardiennes des valeurs familiales et religieuses.

##### Elijah Pierson, le prédicateur de rues
En 1829 ou 1830 Miss Geer, invite Isabella Wagenen à se rendre dans le quartier dit des Five Points à Manhattan, quartier connu pour ses taudis, ses bidonvilles et sa forte criminalité pour qu'elle puisse y prêcher l'amour de Dieu. Wagenen se rend compte que les habitants de ce quartier ont surtout besoin de nourriture, de vêtements et d'habitats sains. C'est lors de ces visites qu'elle entend parler du Magdalen Asylum, un refuge pour femmes sans abri et pour des prostituées fondé par le prêcheur Elijah Pierson (en) dit le Tishbite (en). Cet ancien presbytérien devenu prédicateur des rues, crée un mouvement attaché strictement aux seuls Cinq points du calvinisme, dérivé de la Perfection chrétienne de l'austère Retrenchment Society et proche des courants millénaristes et du mormonisme. Elijah Pierson prétend avoir reçu comme le prophète Elijah (« Élie ») une révélation divine. Dieu lui aurait donné le don de soigner les maladies et la crainte de la mort. C'est pour rappeler sa révélation qu'il prend le nom du Tishbite qui est la qualification du prophète Élie dans l'Ancien Testament,. Elijah Pierson et son épouse Sarah Stanford Pierson prêchent plus particulièrement pour appeler les prostituées à se convertir. C'est au nom de sa foi qu'Elijah Pierson construit le Magdalen Asylum dans le quartier du Bowery. Malgré le sectarisme qui règne parmi les disciples d'Elijah Pierson, Isabella Wagenen vénère en lui son perfectionnisme radical et se détourne du méthodisme pour le rejoindre. Elle est logée au sein du Magdalen Asylum. Tout comme les Pierson, Isabella Wagenen prêche également dans la rue auprès des prostituées, et régulièrement prie avec les Pierson dans leur logis,,,,,.

##### Robert Matthews dit Matthias

###### Le prédicateur auto-proclamé
En mai 1832, Isabella Wagenen et les Pierson reçoivent la visite d'un dénommé Robert Matthews (en) qui se fait appeler Matthias (« Matthieu ») comme le dernier et douzième apôtre du Christ et l'évangéliste. Il se présente comme étant « Dieu le père ayant pouvoir sur toutes choses ». Robert Matthews, né en 1788, est un homme d'affaires qui après avoir été élevé dans le presbytérianisme rejoint l'Église Unie de Sion, connue également sous le nom de la River Brethren qui est une synthèse entre le piétisme et le mennonisme anabaptiste. Robert Matthews, prétend qu'il a reçu la mission de révéler le vrai christianisme et la venue du royaume de Dieu sur terre ainsi que la damnation des chrétiens qui condamnent le mouvement de la Perfection chrétienne. Il prêche également la réincarnation pour les adeptes de la vraie religion. Grâce à sa grand-mère juive, il affirme qu'il a hérité du don de prophétie. Margaret, son épouse, pense que ses idées viennent de Mordecaï Manuel Noah, mais les conceptions qu'il a du Temple de Dieu et de la sainte cité céleste, la nouvelle Jérusalem, sont issues du livre de l'Apocalypse. Tout comme l'un de ses maîtres, le presbytérien et perfectionniste  Edward Norris Kirk (en), Robert Matthews est un abolitionniste. Il commence à prêcher dans les rues d'Albany puis disparaît pour réapparaître à New York. Si dans un premier temps Elijah Pierson soupçonne Robert Matthews d'être un imposteur, il se laisse séduire par lui, et se laisse convaincre d'unir leurs messages, Elijah Pierson devient le Jean le Baptiste de Robert Matthews pour annoncer la venue du royaume de Dieu, renommé le royaume de Matthieu. Malgré les conceptions de Robert Matthews héritées de la Haute Église, qui considère la femme comme diabolique, sorcière et séductrice, Isabella Wagenen est impressionnée par sa personnalité. N'ayant que de vagues notions du christianisme, elle se laisse facilement subjuguer par celui-ci et se met à genoux devant lui tout en lui embrassant les pieds. Elle se met à son service pendant plusieurs années. Elle loge comme domestique dans le quartier général de Robert Matthews, surnommé « The Zion Hill », situé dans une ferme à proximité de Sing Sing appartenant à Benjamin et Ann Folger. Isabella Wagenen participe à toutes les cérémonies religieuses organisées par Robert Matthews,,,,.

###### L'imposture démasquée
Il devient de plus en plus notoire que Robert Matthews utilise l'argent de ses disciples pour mener la grande vie. Par ailleurs il est soupçonné de souffrir de troubles bipolaires, accompagnés de violence. Une famille de ses disciples signale ses comportements à la police qui se rend à son logis pour l’arrêter. Isabella Wagenen, naïve et loyale tente de le protéger en vain. Robert Matthews est interné au quartier pénitentiaire du Bellevue Hospital dans le secteur psychiatrie. Elijah Pierson et Isabella Wagenen arrivent à le faire libérer. Cependant, ils commencent à se méfier de Robert Matthews et prennent leurs distances vis-à-vis de lui. Isabella Wagenen quitte le quartier général de Robert Matthews pour s'installer de nouveau à New York, où Miss Geer lui trouve un emploi de domestique.

###### Un procès à scandales
Elijah Pierson, qui est resté à la Zion Hill, subit plusieurs malaises qui deviennent de plus en plus inquiétants à partir de l'été 1834. Régulièrement, il a des poussées de fièvre et reste alité pendant des journées entières. Robert Matthews et ses disciples refusent de faire intervenir un médecin car selon eux les malaises d'Elijah Pierson sont l'œuvre du diable. Puis subitement, le 4 août 1834, Elijah Pierson meurt. Les enquêtes pointent des circonstances troubles, sur fond de différends financiers avec Robert Matthews, des revendications de Benjamin et Ann Folger pour reprendre le flambeau d'Elijah Pierson et des allégations de relations sexuelles. Benjamin et Ann Folger accusent Robert Matthews et Isabella Wagenen d'avoir assassiné Elijah Pierson par empoisonnement. Ces derniers sont emprisonnés et lors du procès qui se tient à partir du 18 avril 1835, et la justice ne trouvant pas de traces d'empoisonnement, Isabella Wagenen est acquittée,,,,.

##### L'affirmation de soi
Isabella Wagenen se rend compte qu'elle a été manipulée aussi bien par Elijah Pierson que par Robert Matthews avec leurs promesses fallacieuses d'une communauté de croyants liés par l'amour. Elle décide de rejeter toute exégèse de la Bible autre que la sienne et de porter un regard critique sur ceux qui se prétendent chrétiens. Déception et regard critique vont permettre à Isabella Wagenen de s'affirmer.

### La militante antiesclavagiste (1835-1843)

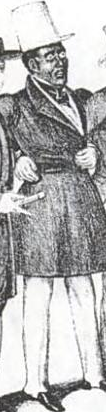
David Ruggles.

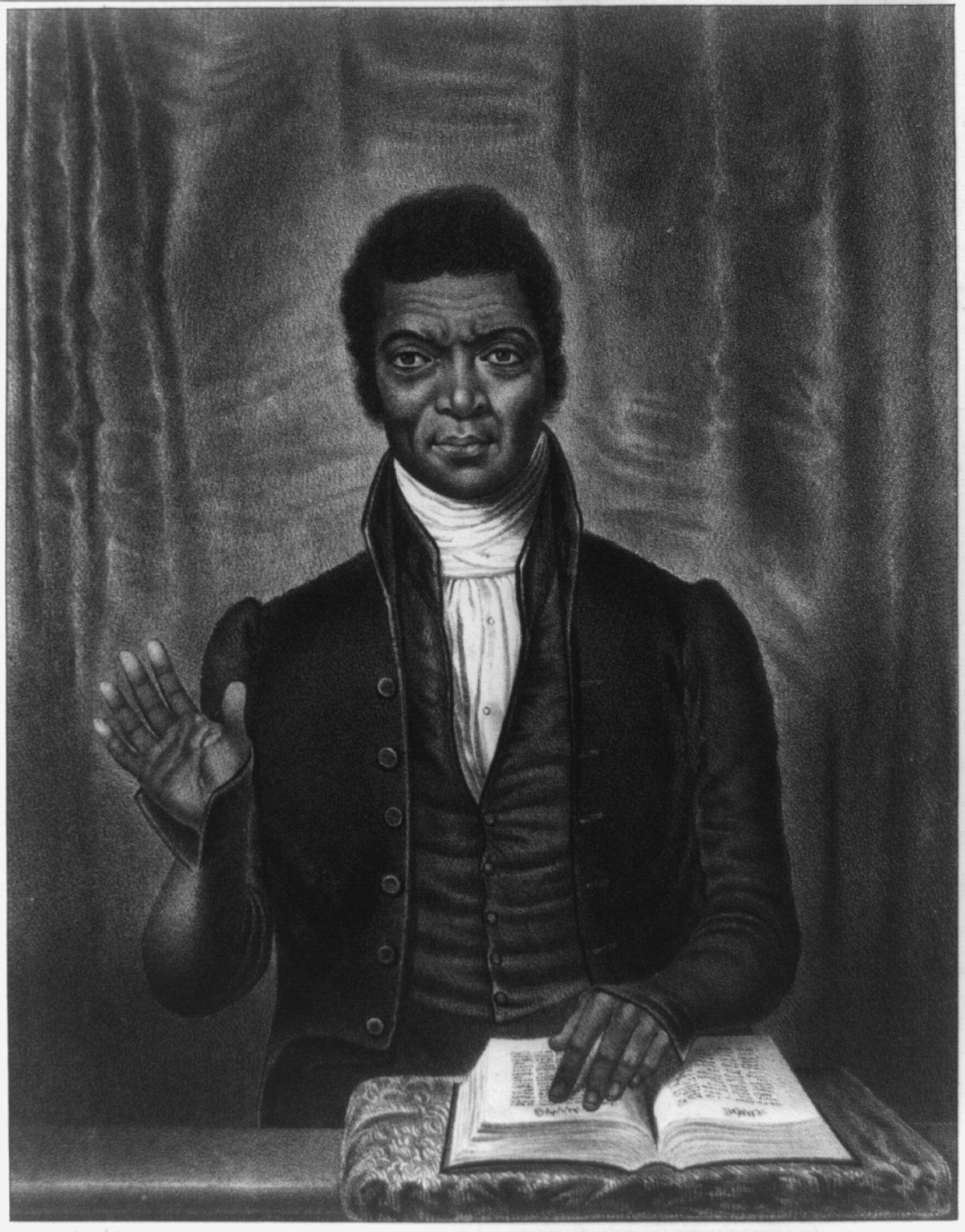
Christopher Rush.

#### Les racistes de New York
Régulièrement des Afro-Américains sont insultés, et rossés par des personnes qui n'acceptent pas les lois d’affranchissement de l'État de New York. Les services publics écartent les Afro-Américains tout comme les écoles publiques refusent leurs enfants. Des notables afro-américains comme Samuel Cornish, Thomas Van Renssalaer, James McCune Smith (en),, Charles Bennett Ray (en), font part des actes de discrimination qu'ils subissent de la part de leurs confrères blancs qui refusent leur admission dans des clubs et associations.

#### L'église épiscopale méthodiste africaine de Sion
Isabella Wagenen, dans un premier temps, se retire de tout engagement politique ou social. Elle s'installe à New York avec ses deux enfants et elle gagne sa vie en occupant des emplois de cuisinière, de domestique ou de lavandière. Elle fréquente également de façon assidue les offices de l'église épiscopale méthodiste africaine de Sion à Harlem.
Cette église est animée par l'évêque Christopher Rush (évêque) (en) qui y tient des sermons résolument antiesclavagiste. Il est également le président de la Phoenix Society (New York) (en), une société antiesclavagiste réunissant des Blancs et des Afro-Américains. C'est également là qu'Isabella Wagenen entend parler de l'éditeur afro-américain David Ruggles (en) qui a constitué une milice d'autodéfense afro-américaine, dont le quartier général a son siège à l'église épiscopale méthodiste africaine de Sion à Harlem,.

#### Des prédicatrices face au machisme
À l'église de Sion, Isabella Wagenen se lie d'amitié avec des militantes afro-américaines comme Eliza Day ou Hester Lane (en), qui conjuguent foi religieuse et protestation sociale. Avec elles et d'autres, Wagenen participe à l'Underground Railroad (chemin de fer clandestin) pour aider les esclaves fugitifs. Leurs actions sont contestées par des hommes pétris de préjugés machistes. Le magazine The Colored American fustige ces femmes et demande à leur époux, compagnons, parents, de les garder à la maison et de leur donner des tâches domestiques. De nombreuses prédicatrices comme Jarena Lee, Zilpha Elaw (en), Rebecca Cox Jackson (en), Julia A. J. Foote sont écartées par les hommes au nom de la morale victorienne dominante. Seul William Lloyd Garrison ignore ces préjugés en ouvrant les colonnes de son journal The Liberator à des femmes. En janvier 1831, l'Afro-Américaine Maria W. Stewart inaugure la rubrique « Ladies department » du Liberator. Ses articles enflammés sur l'émancipation des Afro-Américains, inspirés par son ami David Walker, préfigurent les prédications d'Isabella Wagenen,,.

#### L'influence de Maria W. Stewart
Maria W. Stewart publie en 1831 son premier essai Religion and the Pure Principles of Morality, ce qui l'amène à tenir des conférences auprès des clubs composés uniquement de femmes afro-américaines d'abord à Boston en avril 1832. Elle s'adresse à des hommes en septembre 1832, puis elle quitte Boston pour s'installer à New York où elle tient sa première conférence le 21 septembre 1833. Elle devient vice-directrice d'un établissement scolaire en 1837. Maria W. Stewart fréquente l'église épiscopale Saint-Philippe (Manhattan),,. Les diverses conférences de Maria W. Stewart sont copiées et lues auprès des sociétés antiesclavagistes et dans diverses églises, notamment afro-américaines. C'est ainsi qu'Isabella Wagenen découvre les idées de Maria W. Stewart concernant le droit des femmes et la possibilité pour elles d'être une prédicatrice comme Julia Pell.

#### Les femmes américaines contre l'esclavagisme

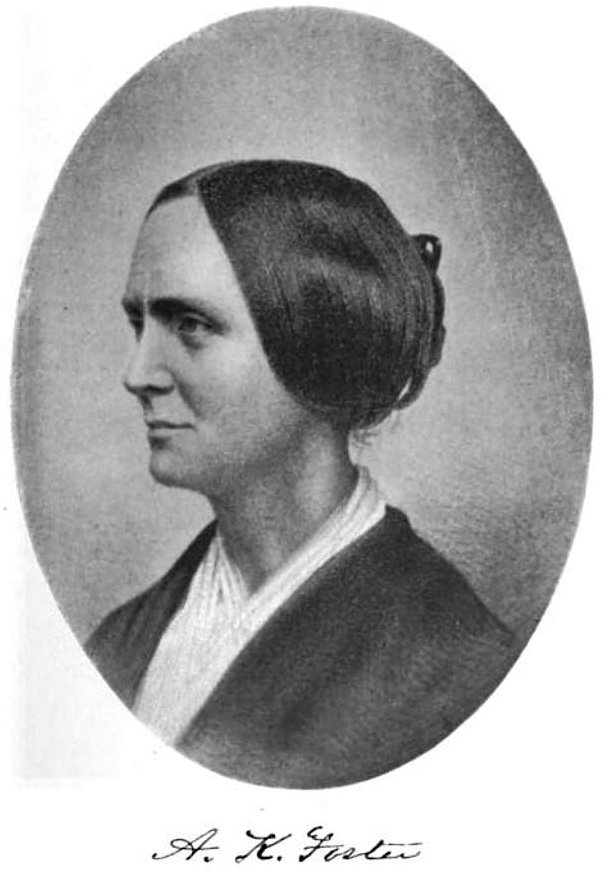
Abby Kelley Foster.

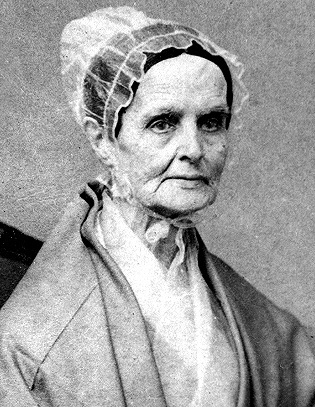
Lucretia Mott

Wagenen est attentive à la montée de l'abolition de l'esclavage chez les femmes américaines, qu'elles soient Blanches ou Noires. Les plus puissantes organisations féminines mixtes sont la Philadelphia Female Anti-Slavery Society (en), qui compte parmi ses membres les épouses de James Forten et de Robert Purvis - association considérée également comme le berceau du féminisme américain - et la Boston Female Anti-Slavery Society (en),, qui compte parmi ses membres les sœurs Lucy M. Ball et Martha Violet Ball (en), les sœurs Weston… Parmi les Blanches figurent Lucretia Mott et Abby Kelley qui sera ultérieurement aux côtés d'Isabella Wagenen.
En 1837, se tient une convention de femmes dans une petite église située à la Houston Street de New York. C'est la première convention inter-raciale où dix Afro-Américaines sont présentes, dont certaines sont des connaissances de Wagenen. Y sont notamment présentes Maria W. Stewart, Hester Lane (en) et les épouses de James Forten et Robert Purvis, qui exposent leurs expériences du racisme. Angelina Emily Grimké y lit son pamphlet An Appeal to the Women of the Nominally Free States (« Un appel aux femmes des États qui se disent libres »), qui est un manifeste qui réclame des mesures pour mettre fin à l'esclavage et au racisme. Cet appel intègre le poème We are thy sisters (« Nous sommes tes sœurs ») écrit par Sarah Louisa Forten Purvis pour l'occasion.

#### L'engagement contre l'esclavagisme d'Isabella Wagenen

##### Les événements décisifs

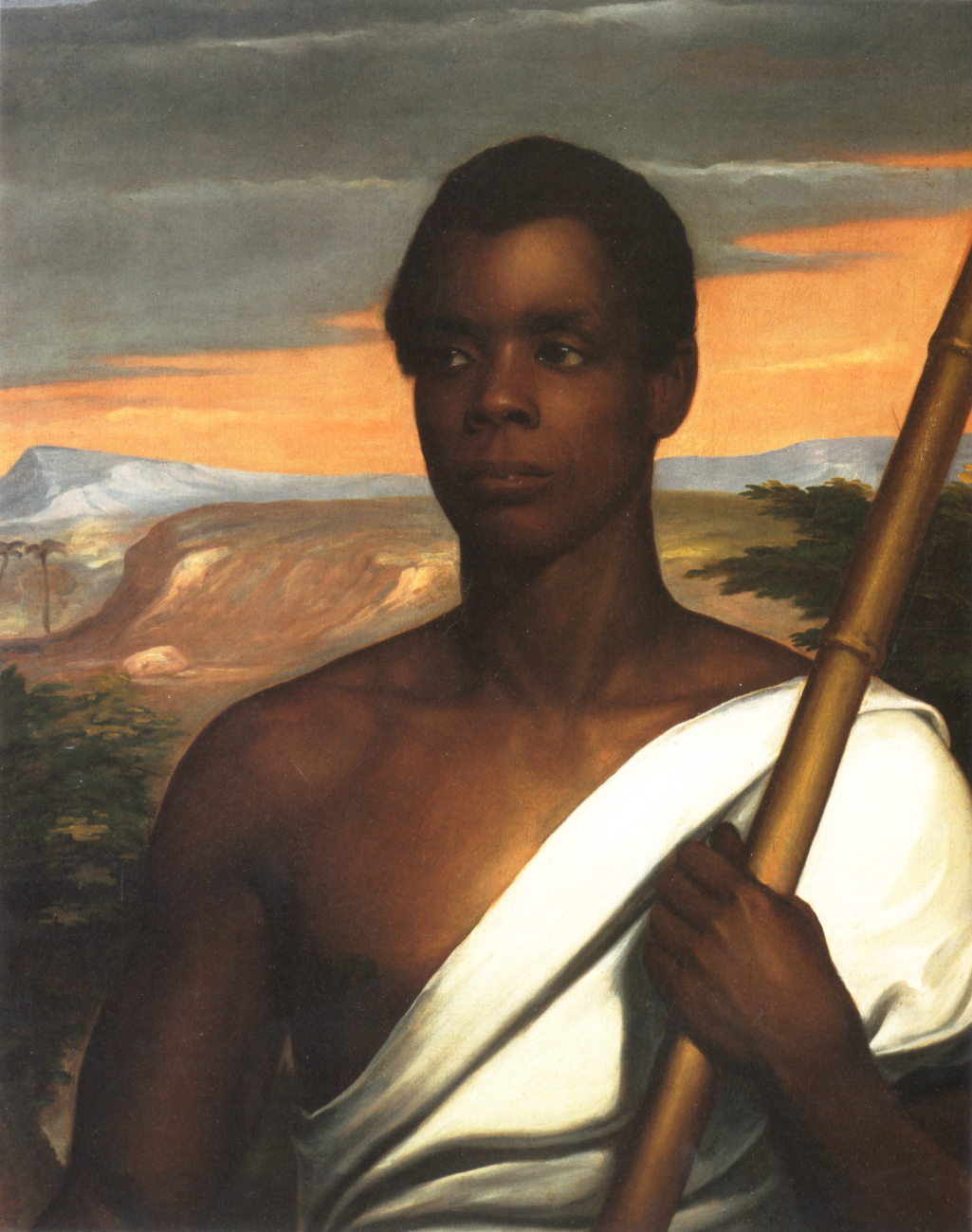
Sengbe Pieh (Joseph Cinqué)

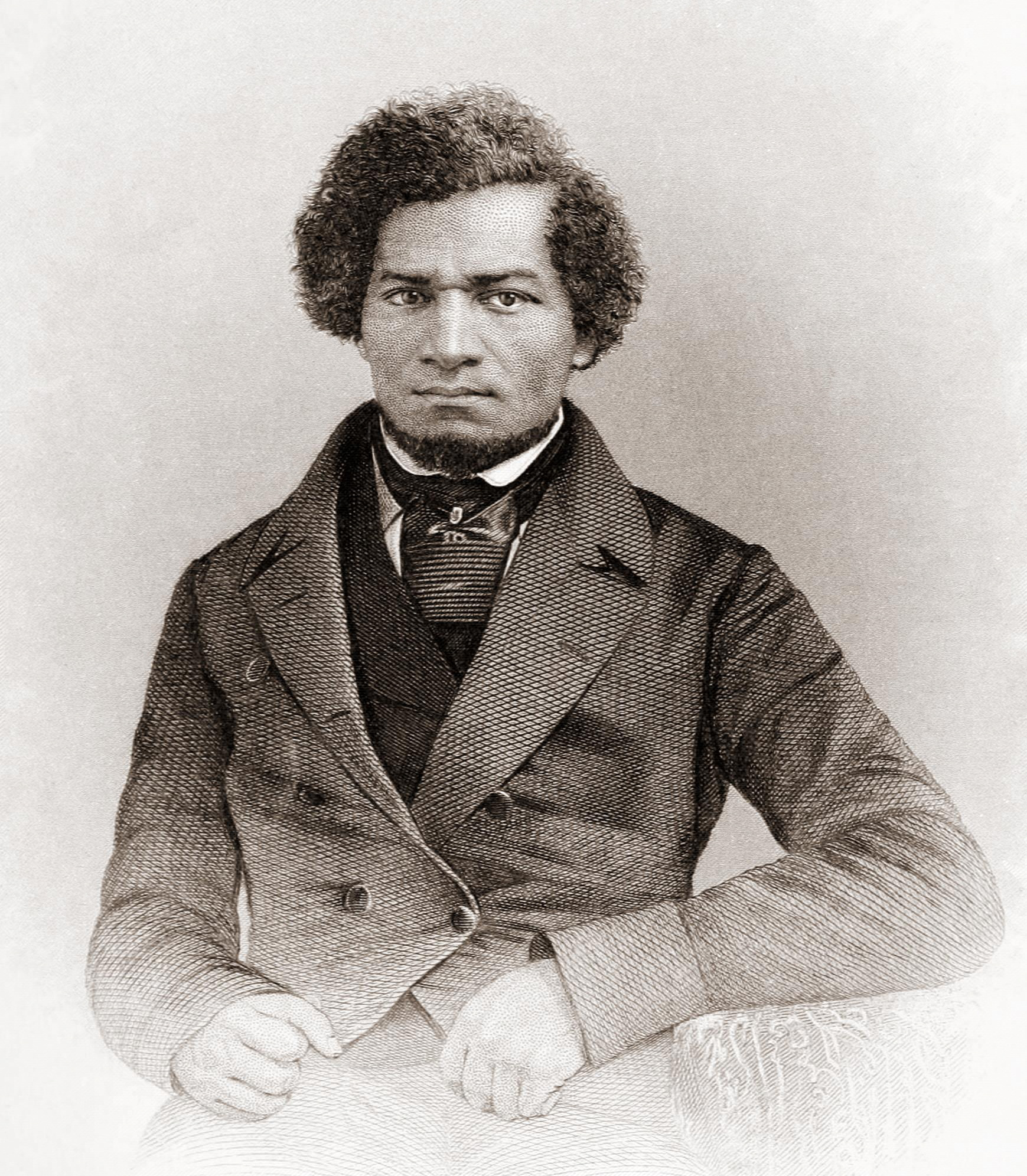
Frederick Douglass jeune.

Le premier événement décisif, c'est l'assassinat de Elijah Parish Lovejoy qui a lieu le 7 novembre 1837 à Alton, dans l'État de l'Illinois. Ce crime est commis par une foule de racistes esclavagistes qui ne peuvent supporter ses condamnations contre le lynchage, sa création d'une section de l'American Anti-Slavery Society dans l'Illinois et son journal anti-esclavagiste The Saint Louis Observer,,.
En 1839, Lewis Tappan (en) organise à la Broadway United Church of Christ (en) une réunion sous les auspices de l'American Anti-Slavery Society (AASS) où sont présents cinq mille abolitionnistes. Lors de cette réunion, William Lloyd Garrison et David Ruggles parviennent à faire adopter une résolution pour la participation pleine et entière des femmes, au même titre que les hommes. Cette résolution est l'un des motifs d'une sécession au sein de l'AASS et Lewis Tappan crée l'American and Foreign Anti-Slavery Society (en). Si Isabella Wagenen est loin de ces débats, en revanche la résolution de William Lloyd Garrison et David Ruggles lui ouvrent la voie.
Le second événement décisif est l'affaire de l'Amistad,, qui mobilise les abolitionnistes au même titre que l'assassinat d'Elijah Parish Lovejoy et confirme Isabella Wagenen dans sa volonté d'engagement à la cause antiesclavagiste. Joseph Cinqué, qui a mené la révolte de l'Amistad,, inspire l'émergence de nouveaux leaders au sein de la communauté afro-américaine comme Charles Lenox Remond (en), Frederick Douglass et Henry Highland Garnet. Isabella Wagenen qui fréquente la Broadway United Church of Christ entend Joseph Cinqué lorsqu'il raconte son héroïque mutinerie en novembre 1841. Pour elle, c'est comme message venant de Dieu pour mobiliser ses forces.

##### Isabella Wagenen devient Sojourner Truth

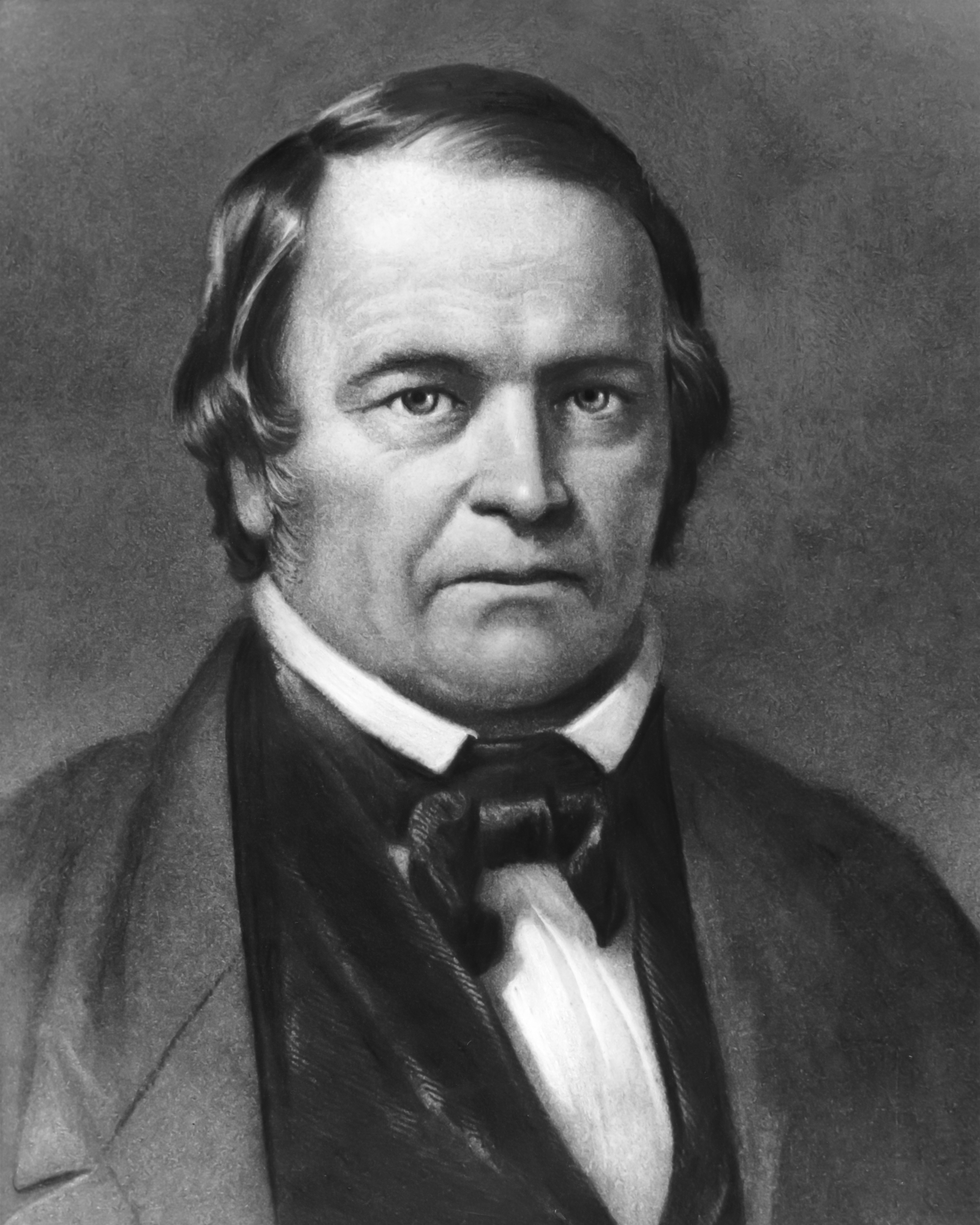
William Miller.

L'ensemble de ces événements marque Isabella Wagenen et durant l'année 1843, elle décide de prendre le nom de « Sojourner Truth », celle qui « séjourne pour la vérité et la justice », et qui est animée par l'esprit de résistance.
Les circonstances exactes de ce changement de nom ne sont pas claires. Il semblerait que le 1er juin 1843, jour de la Pentecôte, elle participe à une réunion de prières. En la quittant, à pied vers Long Island, elle reçoit un appel de l'Esprit saint pour quitter sa vie ordinaire et embrasser une vie au service d'une mission divine. Son nouveau nom serait une célébration de son émancipation de la « maison de servitude » semblable à celle des hébreux libérés par Dieu de la servitude égyptienne, ainsi qu'une condamnation des villes de servitude, qui comme Sodome seront anéanties par Dieu. Sa mission est alors d'annoncer Dieu comme le libérateur des opprimés,.
Sa révélation est suivie d'une adhésion au Millérisme fondé par William Miller, un pasteur baptiste, qui annonce le second retour du Christ pour l'année 1844. Sojourner Truth, suit en cela d'autres prédicatrices itinérantes comme l'Afro-Américaine Zilpha Elaw, et Harriet Livermore (en), qui sont convaincues qu'elle vivent les derniers temps de l'humanité. D'autres figures comme Angelina Emily Grimké ou Theodore Weld partagent également cette opinion. L'abolitionniste Gerrit Smith, qui souscrit lui aussi à la thèse de la fin du monde, accueille Sojourner Truth et Harriet Tubman dans sa résidence,.

### Sojourner Truth et le Millérisme (1843-1844)

#### Sojourner Truth et William Miller

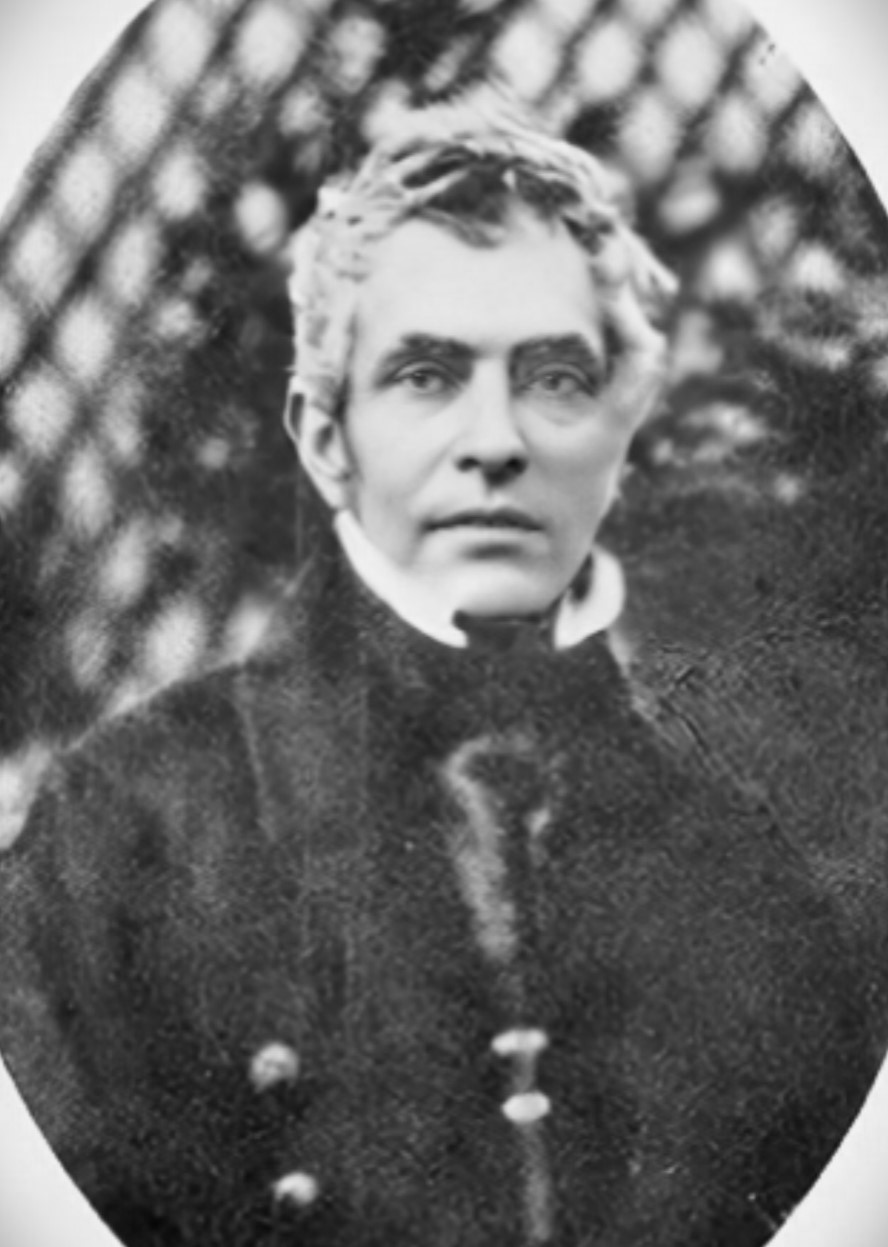
John Nelson Darby.

Les liens entre le choix d'Isabella Wagenen d'adopter le nom de Sojourner Truth et le Millérisme sont nécessaires pour comprendre son parcours. William Miller, né en 1782, est un fermier du comté de Washington dans l'État de New York. Comté où est également né Robert Matthews. D'après la biographe Nell Irvin Painter, il semblerait qu'ils se connaissaient et qu'ils étaient inspirés tous les deux par le dispensationalisme diffusé aux États-Unis par John Nelson Darby,. Cette théologie, conçue d'après la lecture du Livre de Daniel, établit les grandes périodes du Salut et la date de la fin des temps - ou Jour du Jugement dernier - quand ceux qui ont péché seront condamnés à brûler en enfer. La mission des dispensionnalistes est d'appeler à la repentance un maximum de pécheurs afin qu'ils soient sauvés.
William Miller, avant de rejoindre le dispensationalisme, est un pasteur baptiste abolitionniste. Dès 1831, il commence à tenir des conférences où il prophétise la venue du Christ pour condamner les pécheurs et glorifier les saints. En janvier 1843, il prédit que le Christ reviendra entre 21 mars 1843 et le 21 mars 1844. Le journal The Midnight Cry, du 8 juin 1843, dont William Miller, est éditeur, publie un article de Joshua V. Himes (en) qui déclare que d'après le Livre de Daniel, l'ère de la fin des temps commencera à partir de l'année 1843. Les signes annonciateurs étant que la population vit dans un « âge de débauche ».
Sojourner Truth, qui écoute les conférences William Miller, se montre prudente. Elle rejette ses prédictions. Pour elle, la venue du Christ est conditionnée par une ère de perfection, même si elle dit « the Lord is as near as he can be » (« le Seigneur est aussi proche qu’il peut l’être »). À une présence physique, elle préfère une présence spirituelle. Sa sagesse inspire la communauté des adventistes de Windsor Locks.

#### L'hiver 1844
Sojourner Truth cherche un endroit pour passer l'hiver 1844 qui approche. Dans un premier temps, elle est tentée de rejoindre la communauté Fruitlands (transcendantalisme) (en), fondée par Amos Bronson Alcott, où elle pourrait trouver de nouvelles connaissances en matière de philosophie et de spiritualité. Sur les conseils de ses amis, elle s'oriente vers une communauté de Shakers fondée par Mother Ann Lee et située à Enfield dans l'État du Connecticut. Mais leurs pratiques extatiques et leur mépris de la société  suscitent la méfiance de Sojourner Truth. Finalement, elle choisit de passer l'hiver 1844 dans une communauté coopérative située à Northampton dans le Massachusetts,,.

#### Un sermon de Sojourner Truth qui fait date
La prudence sceptique de Sojourner Truth s’accroît lorsque l'année 1844 prend fin sans que se réalise l'advention du Christ prophétisée par William Miller. La communauté des Milléristes en reste abasourdie. Sojourner Truth est invitée à prendre la parole dans différentes villes. Après Hartford et Cabotville, elle tient un sermon dans les environs de Springfield, dans l'État du Massachusetts, devant une assemblée de pasteurs déroutés. Elle y explique pourquoi le peuple de Dieu n'a pas à avoir peur. Elle s'appuie sur le Livre de Daniel pour expliquer que les enfants de Dieu n'ont pas à craindre de vivre au milieu du monde corrompu symbolisé par Babylone. Les pasteurs présents s'étonnent qu'une Afro-Américaine analphabète soit capable d'utiliser leur herméneutique biblique pour réfuter leur enseignement. Par ce sermon elle devient une figure marquante à laquelle ils peuvent se rattacher,.

### LaNorthampton Association for Education and Industry(1844-1846)

#### Une communauté fouriériste

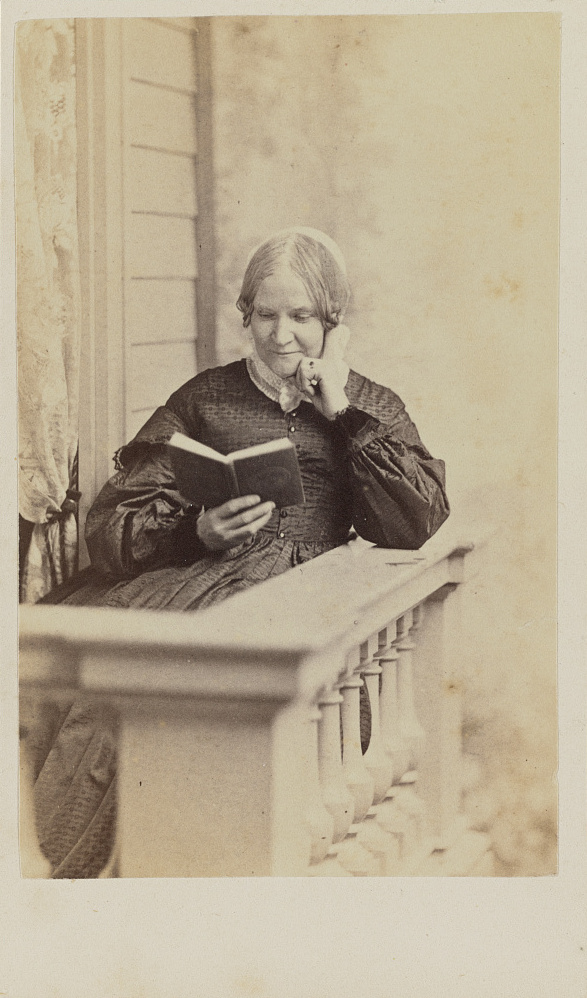
Lydia Maria Child

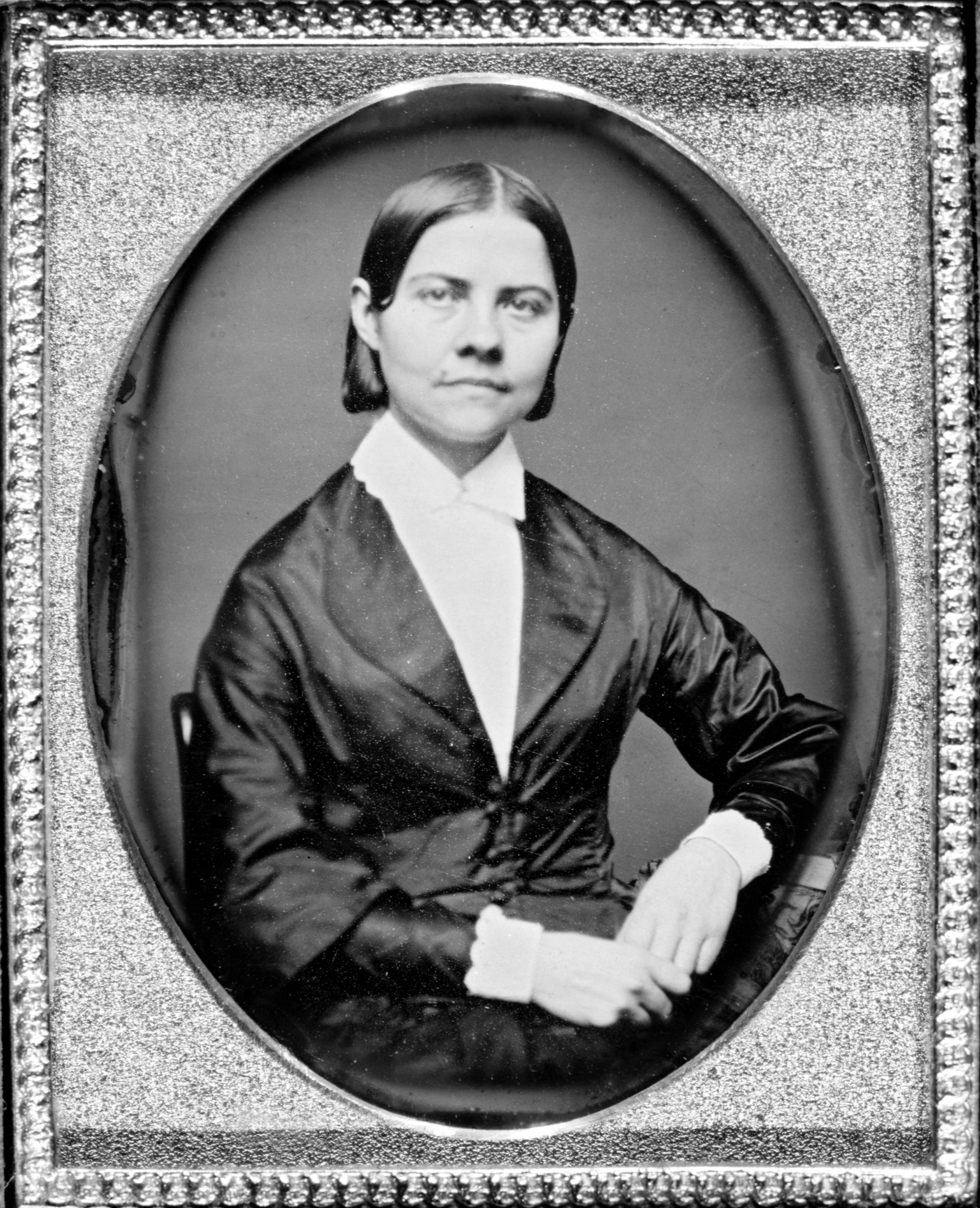
Lucy Stone.

La Northampton Association for Education and Industry, maintenant connue sous le nom de la Ross Farm (Northampton, Massachusetts) (en), est l'une des 270 communautés d’inspiration fouriériste implantée aux États-Unis. Elle est fondée en 1842 par des abolitionnistes radicaux et dirigée par George Benson (Quaker) (en), le beau-frère de William Lloyd Garrison,. Depuis sa fondation, diverses personnalité abolitionnistes y tiennent des conférences, telles que Frederick Douglass, Theodore Weld, Henry Clarke Wright (en), Lucy Stone, Charles Burleigh (en), George Thomson, Charles Lenox Remond (en), Wendell Philips, Sylvester Graham,,.

#### Une communauté impliquée
Quand Sojourner Truth rejoint la communauté, celle-ci comprend 210 membres issus de huit États, plus particulièrement du Massachusetts et du Connecticut. Frederick Douglass note qu'il y règne une réelle vie démocratique, fraternelle, sans distinction de classe ou de race. Sojourner Truth est affectée à la blanchisserie. Elle y retrouve des abolitionnistes féministes comme le pasteur méthodiste Giles Stebbins, James Boyle, David Ruggles, Lydia Maria Child et son époux le journaliste  David Lee Child (en). C'est dans cette communauté qu'elle rencontre pour la première fois Frederick Douglass venu voir son ami David Ruggles. Par ailleurs, elle noue une amitié avec un esclave qui s'est auto-émancipé Basil Dorsey (en). Elle s'implique également dans le réseau du Chemin de fer clandestin, la communauté étant un refuge-étape pour les esclaves afro-américains fuyant vers la liberté. Elle leur fournit un toit, de la nourriture, des vêtements et du réconfort,,.

#### Des amitiés décisives
Sojourner Truth noue des amitiés durables avec Frederick Douglass, le pasteur, abolitionniste et défenseur du droit des femmes, Parker Pillsbury (en), et Stephen Symonds Foster (en), un abolitionniste radical marié à Abby Kelley Foster, qui seront des compagnons de route.

#### Sojourner Truth pacifie un conflit
Lors d'une réunion de la communauté, des voyous viennent perturber l'assemblée par des sifflets et des huées. Les organisateurs tentent en vain de les calmer. La bande de voyous munis de battes et de bâtons s'excite et menace de mettre le feu. La peur s'empare de la foule. Sojourner Truth, après un premier mouvement de peur, fait face aux perturbateurs. Elle monte sur une estrade et se met à chanter d'une voix forte un hymne glorifiant la résurrection du Christ. Les voyous en l'entendant sont stoppés dans leur élan, demandent à Sojourner Truth de continuer de chanter et lui témoignent un respect religieux. Elle a compris que derrière ce chahut et ces allures antisociales, ces jeunes gens ont besoin de reconnaissance, de valorisation. Elle commence à dialoguer avec eux, répond à chacune de leurs questions, montrant ainsi ses compétences à briser les frontières qui opposent les personnes.

#### La fin de la communauté et la publication deNarrative of Sojourner Truth
La communauté, connaissant de grandes difficultés financières, est obligée de cesser ses activités le 1er novembre 1846. C'est une grande déception pour Sojourner Truth qui y avait trouvé un lieu où elle pouvait librement s'exprimer et être respectée. En souvenir de ce « bon temps », George Benson accueille Sojourner Truth et sa fille Sophia dans sa maison familiale où elle travaille en tant que gouvernante. En avril 1850, Samuel Hill, l'un des fondateurs de la communauté, lui vend une parcelle de terrain de la communauté pour la somme de 300 $, afin de rembourser les dettes. Des personnes, probablement Sarah Benson ou Dolly Stetson, la présentent à Gilbert Olive. Celui-ci lui propose d'écrire sa biographie, à l'exemple de l'autobiographie de Frederick Douglass parue sous le titre de A Narrative of the Life of Frederick Douglass, an American Slave, qui connaît le succès dès sa parution. Sojourner Truth donne son accord. Les différents entretiens menés par Gilbert Olive auprès d'elle sont compilés et paraissent en 1850 sous le titre de Narrative of Sojourner Truth. C'est William Lloyd Garrison qui se charge de la publication par l'imprimeur de son journal, The Liberator, George Brown Yerrinton, également éditeur de Narrative of the Life of Frederick Douglass, an American Slave. Grâce aux bénéfices des ventes du livre, Sojourner Truth peut payer les frais de construction de sa maison,,.

### Le renouveau

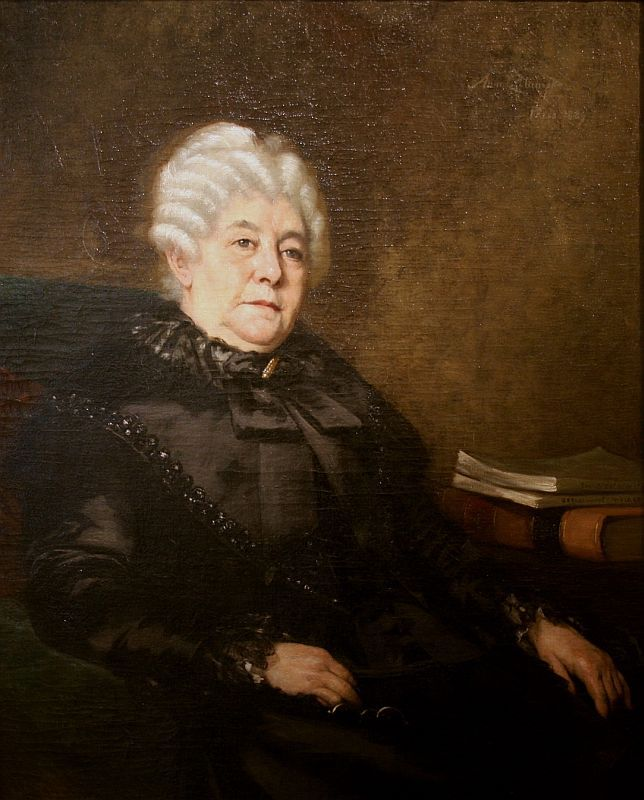
Elizabeth Cady Stanton.

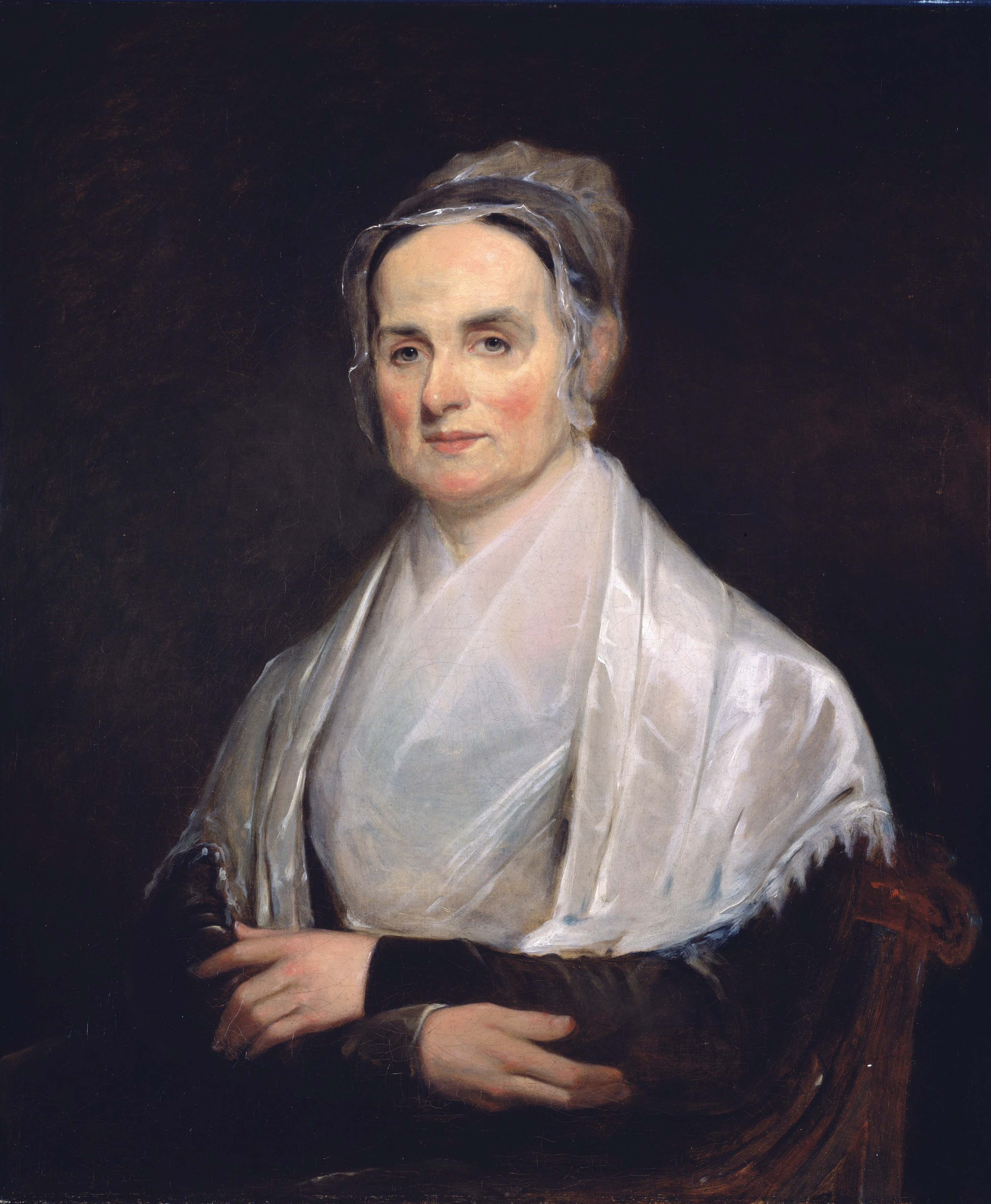
Lucretia Mott.

#### Évangélisme et droit des femmes
En 1849, Sojourner Truth est invitée à prendre la parole auprès d'un congrès de l'American Anti-Slavery Society de New York. Elle rappelle les épreuves qu'elle a dû subir depuis son émancipation, comment la foi l'a sauvée, lui a donné confiance en elle-même et a modelé sa vision évangélique.
Sojourner Truth ajoute à sa prédication évangélique la revendication du droit des femmes qu'elle rappelle régulièrement dans des réunions comme celles de l'American Anti-Slavery Society. Lors d'autres réunions comme celle de 1850, elle tient le même discours lors d'un meeting sur le droit des femmes qui se tient à Worcester dans l'État du Massachusetts - meeting qui suit la droite ligne de la  Convention de Seneca Falls de 1848 organisée par Elizabeth Cady Stanton, Lucretia Mott et autres. Est également présente Amy Post (en) qui devient une compagne de route de Sojourner Truth,.

#### La loi sur les esclaves fugitifs de 1850

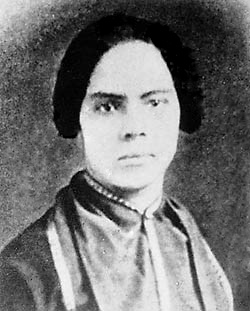
Mary Ann Shadd Cary.

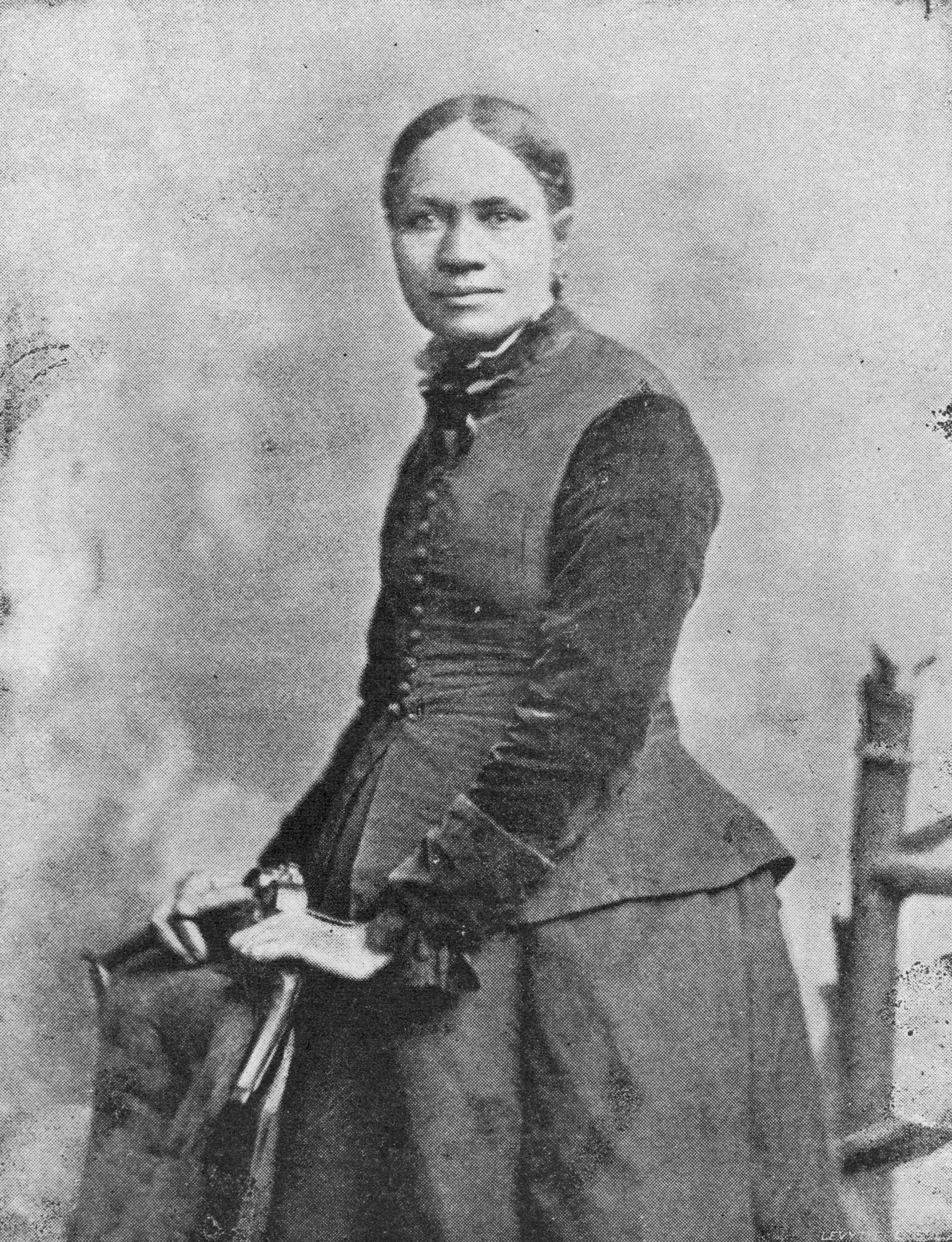
Frances E.W. Harper.

Pour juguler l'exode des esclaves fugitifs aidés par des Nordistes, le Congrès, à dominante démocrate, vote en 1850 le Fugitive Slave Act. Celui-ci prévoit entre autres que tout agent de police est punissable d’une amende allant jusqu’à 1 000 $ en cas de refus d’arrestation d’un esclave soupçonné d’être en fuite. Il oblige tous les représentants de la loi à arrêter toute personne suspectée d’être un esclave en fuite, sans que son propriétaire n’ait à prouver sa possession. Les suspects ne peuvent même plus faire appel au tribunal pour se défendre. Enfin, toute personne aidant un fugitif en lui fournissant des soins ou même de la nourriture est passible de six mois d’emprisonnement ainsi que d’une amende pouvant aller jusqu’à 1 000 $.
Cette loi suscite des colères et des protestations diverses et favorise l’émergence de nouvelles figures notamment parmi les femmes afro-américaines comme Mary Ann Shadd Cary, Harriet Tubman, Frances Ellen Watkins et Sojourner Truth.
Truth clame que cette loi inique soulève une protestation morale, qu'elle est contraire au bien de l'humanité et à l'esprit de la constitution. Elle réitère ses convictions en décembre 1850 dans un meeting tenu à Plymouth dans le Massachusetts, où sont également présents Frederick Douglass, George Thompson, William Lloyd Garrison, Charles Burleigh (en). Lors de ce meeting qui célèbre le bicentenaire de l'arrivée des Pères pèlerins, tous font savoir combien le Fugitive act est contraire à l'esprit ces derniers et aux lois divines. Frederick Douglass se montre pessimiste et craint que seule une guerre mettra fin aux controverses,,.

### La Convention des femmes de l'Ohio de 1851 à Akron

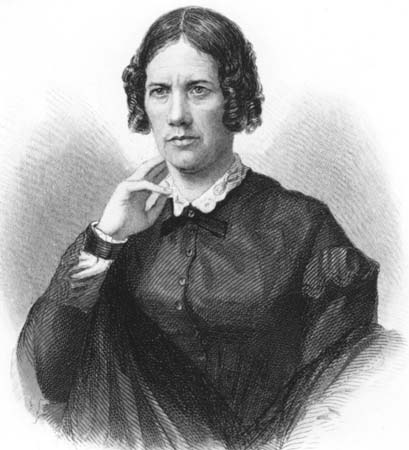
Frances Dana Barker Gage.

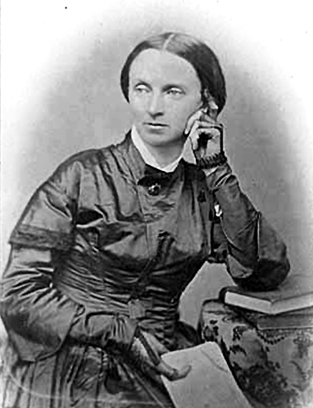
Jane Grey Swisshelm.

Sojourner Truth quitte le Massachusetts pour intervenir dans l'État de l'Ohio où de nombreux esclaves fugitifs se sont installés et qui est connu pour l'Oberlin College, première université à admettre des étudiants afro-américains. C'est à Salem que se tient en 1850 une des premières conventions ayant pour thème les droits des femmes. De violentes controverses ont lieu quant au droit des femmes et celui des Afro-Américains. Frances Dana Barker Gage demande une égalité complète avec les hommes, alors que Jane Grey Swisshelm réclame une reconnaissance des droits des femmes fondée sur leurs différences avec les hommes. Elle oppose à leur force brutale, l'élégance, la délicatesse, la finesse des femmes. De même pour la question de l'esclavage, Frances Dana Barker Gage lie l'émancipation des esclaves à celle des femmes. Jane Grey Swisshelm, bien qu'abolitionniste, s'y oppose car elle pense que les deux questions sont à traiter séparément. Les controverses entre ces deux femmes sont publiées au sein du journal le Saturday Visitor. Jane Grey Swisshelm critique la présence de Frederick Douglass et de Sojourner Truth à un meeting sur les droits des femmes qui s'est tenu à Worcester en 1850 - leurs interventions ayant introduit la question de la couleur de peau dans le débat. Pour Jane Grey Swisshelm, les Afro-Américaines doivent se positionner en tant que femmes, indépendamment de leur couleur de leur peau. Ses positions conservatrices suscitent de vives contestations au sein même des féministes. C'est ainsi que le pasteur Parker Pillsbury (en), rappelle à Jane Grey Swisshelm, dans les colonnes du Saturday Visitor, que la question de la race et celle du droit des femmes ne peuvent être ignorées quant à leurs points communs,. 

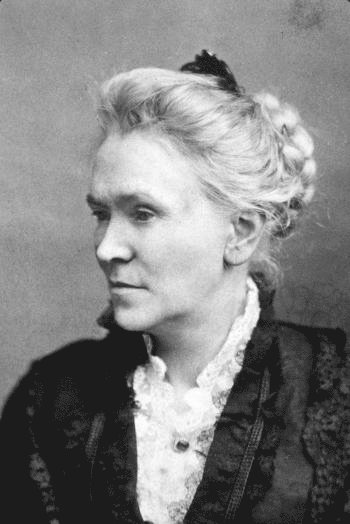
Matilda Joslyn Gage.

C'est dans ce climat tendu que Sojourner Truth, appuyée par le pasteur Marius Robinson (en), s'invite pour intervenir à la Convention sur le droit des femmes de l'Ohio qui se tient dans l'église unitarienne de Akron les 28 et 29 mai 1851. Ce meeting est organisé par Frances Dana Barker Gage et Hannah Tracy Cutler (en). Ces dernières se demandent qui est cette Afro-Américaine qui veut prendre la parole - ce qui est inhabituel - aussi l'invitent-elle à un entretien. Sojourner Truth leur présente sa biographie écrite par George Benson Narrative, dont chacune achète un exemplaire. Cela dit, Frances Dana Barker Gage comme Hannah Tracy Cutler lui indiquent que personne ne la connait et sont sceptiques quant à l'accueil de sa prise de parole.

#### Le célèbre discoursAin't I a Woman?
Quand Sojourner Truth prononce son discours lors de la Convention d'Akron Ain't I a Woman ?, elle parle de son expérience d'esclave mais surtout de son combat de femme ; elle fustige les stéréotypes concernant le « sexe faible » fondés sur une prétendue supériorité des hommes ; elle affirme que les femmes sont capables de faire tout ce que les hommes font et même plus ; elle réfute les clercs qui utilisent la Bible pour justifier la subordination des femmes aux hommes.
Il existe plusieurs versions de ce texte, peut-être titré Ain't I a Woman ? en raison de la répétition de cette phrase dans son discours. C'est un succès qui fait date et il fait l'objet de plusieurs articles positifs, au sein du journal de l'Ohio The Anti-Slavery Bugle (en) et d'autres, écrits par Frances Dana Barker Gage, Elizabeth Cady Stanton, Susan B. Antony, Matilda Joslyn Gage. Harriet Beecher Stowe écrit en 1863 un article dans l'Atlantic Monthly qui titre Sojourner Truth, the Lybian Sybil,,.

### Le compromis de 1850 et les prémices de la guerre de Sécession

#### Les oppositions qui se creusent

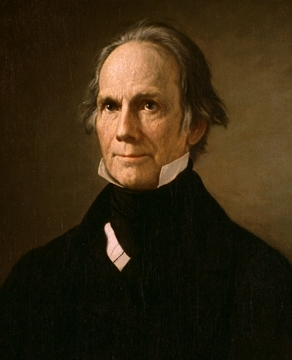
Henry Clay.

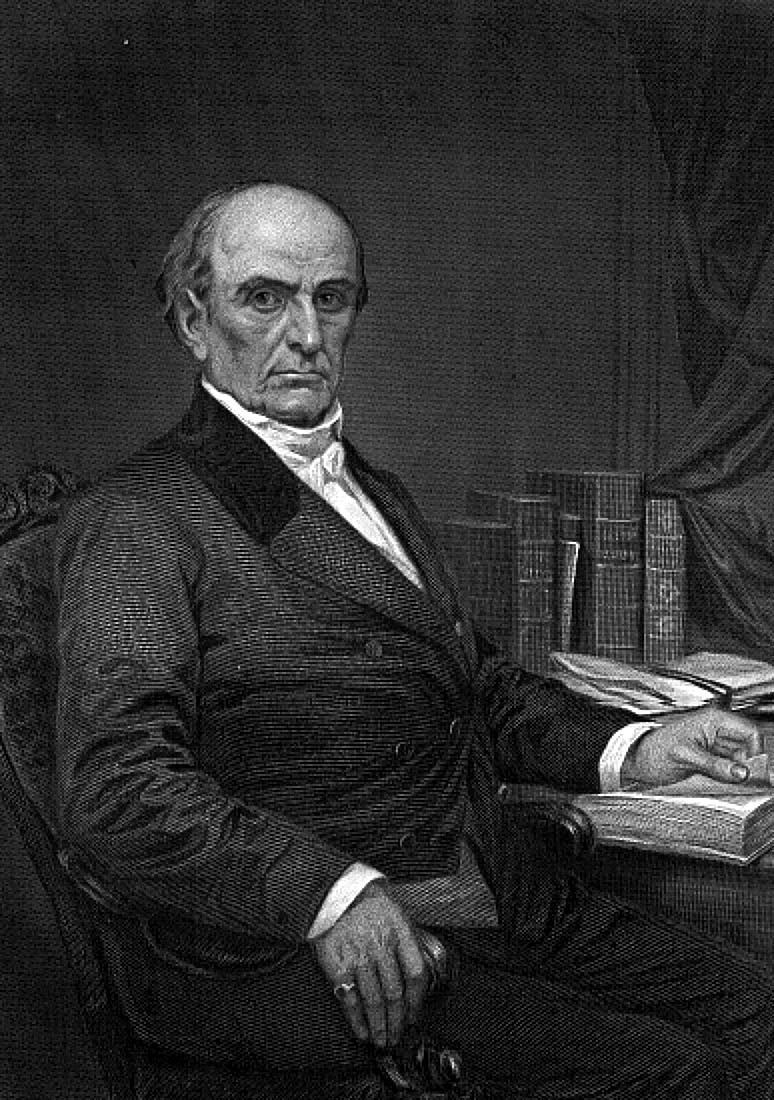
Daniel Webster.

Les années 1850 marquent la croissance des oppositions entre les États du Nord abolitionnistes et les États du Sud esclavagistes. Le Fugitive Slave Act de 1850 statue sur les modalités d'extradition des esclaves évadés et de leur retour à leur propriétaire. La même année, le Compromis de 1850 rédigé par les sénateurs Henry Clay et Daniel Webster définit : l'entrée de nouveaux États dans l'Union (comme celui de la Californie) ; la délimitation de la frontière entre le Texas et le Territoire du Nouveau Mexique ; le renforcement du Fugitive Slave Act de 1850 ; l'interdiction du commerce des esclaves dans le district de Columbia et l'établissement d'un gouvernement pour le territoire de l'Utah. Les territoires du Nouveau-Mexique et de l'Utah seront à même de décider au moment de leur admission du maintien ou de l'abolition de l'esclavage. La nouveauté, qui provoque des débats, est que dorénavant les nouveaux territoires et États décident par eux-mêmes s'ils autorisent l'esclavage ou non, ce qui est contraire au Compromis du Missouri de 1820. Celui-ci traçait la frontière entre les États esclavagistes et les États abolitionnistes par le 36° 30′ parallèle : au nord de cette ligne les États sont abolitionnistes, au sud ils sont esclavagistes. Ce Compromis facilitait également la restitution des esclaves qui avaient trouvé refuge dans les États du Nord, même s'ils étaient émancipés.
Le Compromis de 1850 loin de calmer les tensions suscite la colère des abolitionnistes du Nord et des Afro-Américains et ces derniers s'organisent pour répliquer à ce qu'ils considèrent un acte inique. À Boston, New York, Philadelphie, Pittsburgh les figures abolitionnistes comme Samuel Ringgold Ward (en), Robert Purvis, Martin Delany et Frederick Douglass mobilisent l'opinion. C'est dans ce climat que Sojourner Truth prend la parole, soit aux côtés de Frederick Douglass soit en son nom propre à la convention de la New England Anti-Slavery Society,,.

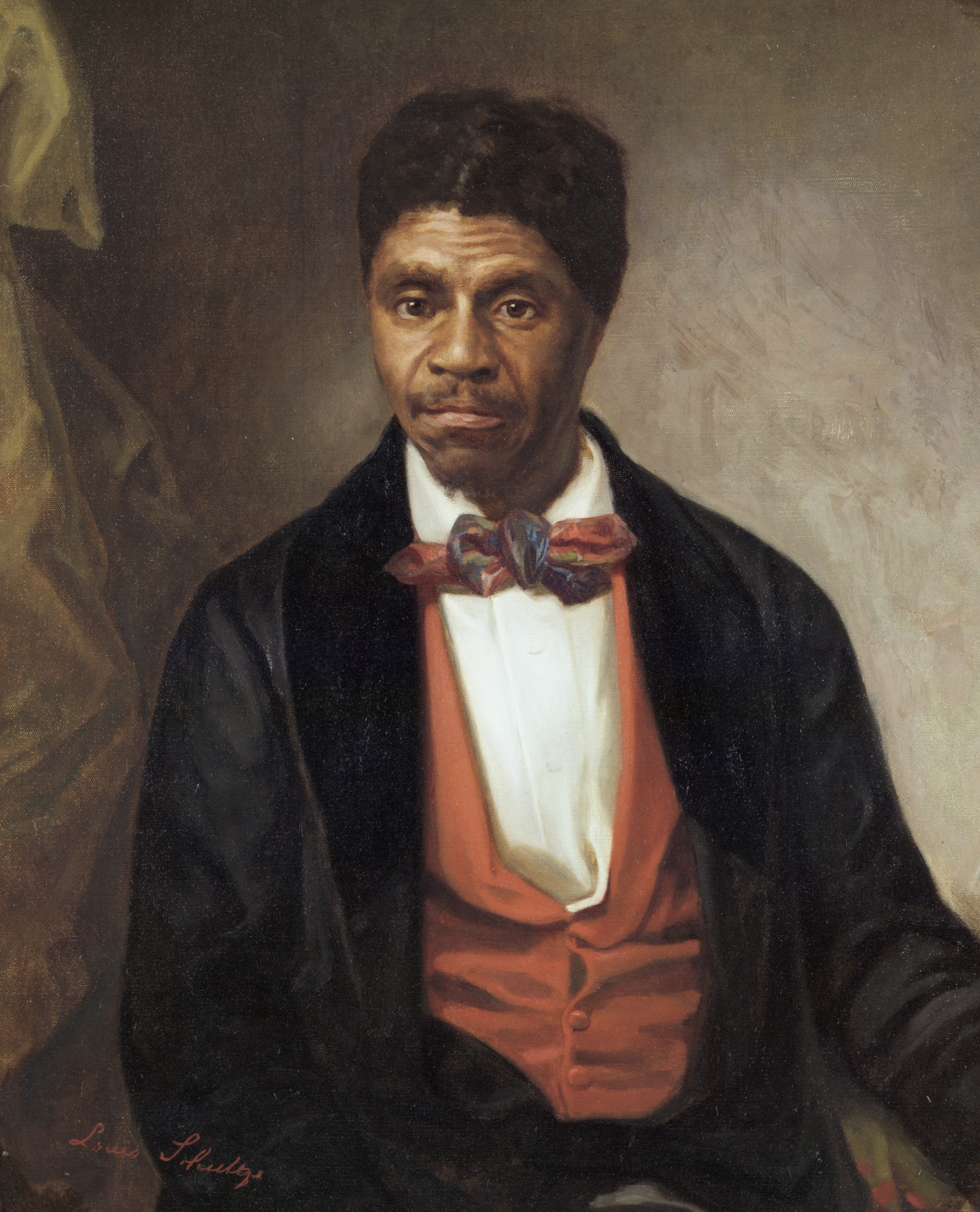
Dred Scott.

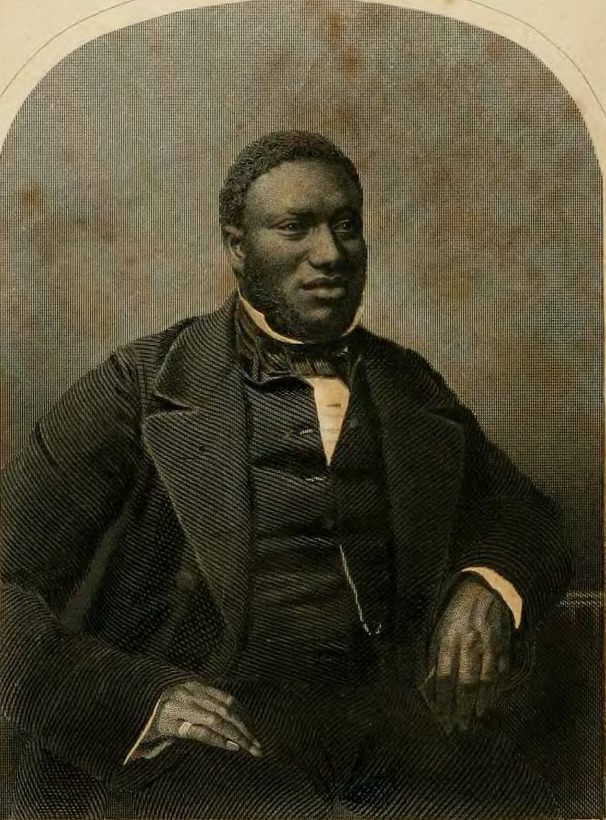
Samuel Ringgold Ward.

#### La fuite des Afro-Américains
De nombreux esclaves fugitifs ne se sentant plus en sécurité, comme Harriet Tubman, fuient les États-Unis pour trouver refuge au Canada. Martin Delany affirme que les Afro-Américains n'ont rien à attendre des États-Unis et que leur seul espoir est la migration vers d'autres pays. En 1854, il organise et préside la première convention nationale de l'émigration à Cleveland,,. Devant cette montée des exaspérations, Sojourner Truth se montre inquiète, elle craint des mouvements de revanche des Afro-Américains contre les Blancs sans distinction. Le 8 septembre 1853, se tient à New York une convention sur les droits des femmes, elle y prend la parole pour dire combien elle se sent new yorkaise et se décrit comme citoyenne de New York. Et malgré l'arrêt Scott v. Sandford rendu par la Cour suprême des États-Unis de 1857 qui stipule que tout Américain d'ascendance africaine, qu'il soit esclave ou libre, ne peut pas être un citoyen américain, elle maintient ses positions. Elle compare la Cour suprême au Congrès au roi de Perse Assuérus de l'Ancien Testament combattu par Esther. Sojourner Truth parle d'Esther à fois comme une femme et comme une juive appartenant à un peuple opprimé. Sa métaphore ne passe pas inaperçue. De nombreux Américains connaissent la Bible par cœur comme Abraham Lincoln ou William LLoyd Garrison. Elle compare la compassion du roi Assuérus envers Esther et le peuple juif avec la sécheresse de cœur du Congrès et de la Cour suprême. Elle répète qu'elle ne souhaite nullement que les ennemis des Juifs, des femmes, des Afro-américains soient tués. mais que son peuple maltraité, humilié demande le respect et non la vengeance. Contrairement à Frederick Douglass qui pense que l'esclavage prendra fin dans le sang, Sojourner Truth pense qu'il prendra fin dans la non-violence,.

#### La crise

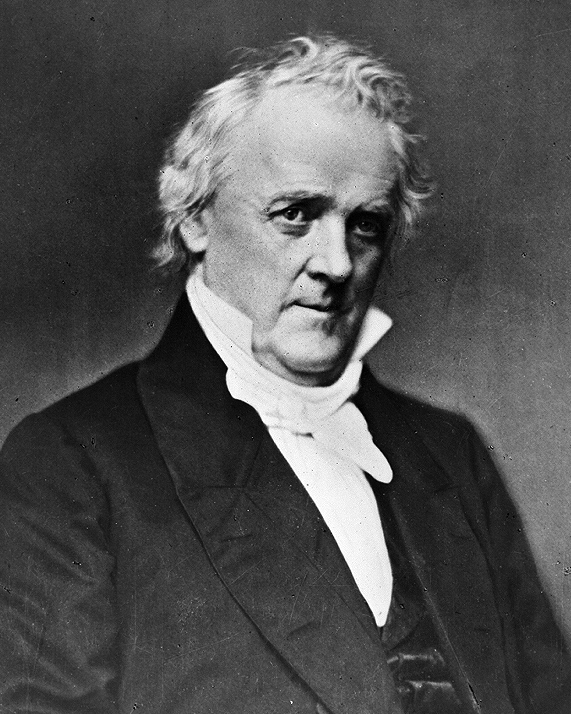
James Buchanan.

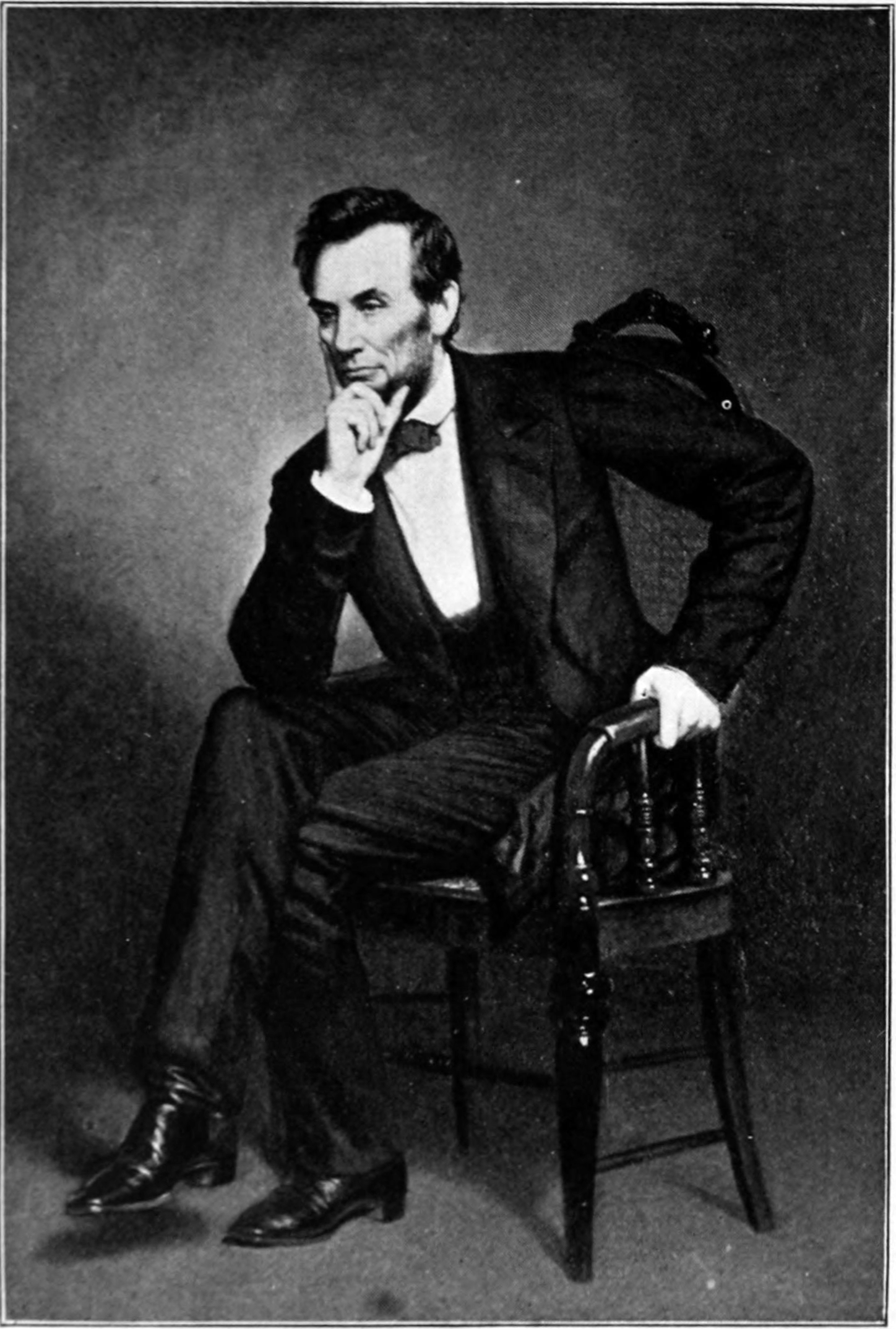
Abraham Lincoln.

Pendant que Sojourner Truth prend infatigablement la parole dans tous les meetings anti-esclavagistes, et féministes, la publication de La Case de l'oncle Tom par Harriet Beecher Stowe en 1852, enflamme l'opinion abolitionniste. Dès sa parution Sojourner Truth se le fait lire. Sojourner Truth et Harriet Beecher Stowe sont présentes, côte à côte dans plusieurs meetings. La question noire devient prédominante,.
L’opinion des abolitionnistes est également enflammée par la pendaison de John Brown qui devient un héros des anti-esclavagistes, comme en témoigne, entre autres, un meeting qui se tient à Boston en 1860 célébrant la mémoire de John Brown.
Après la victoire d'Abraham Lincoln à l'élection présidentielle américaine de 1860, les abolitionnistes se renforcent. Sojourner Truth qui a publiquement soutenu Abraham Lincoln, se joint à Laura Smith Haviland (en),, Josephine Sophia White Griffing (en), Frances Titus (en) Parker Pillsbury, Giles Badger Stebbins et autres figures abolitionnistes pour tenir un meeting organisé par la Michigan Anti-Slavery Society (en). Ce meeting a pour but de faire pression sur le programme des Républicains défendu par Lincoln, pour que soit dénoncé l'esclavage et les diverses lois comme le Fugitive Slave Act. Les abolitionnistes cherchent à obtenir une rupture radicale d'avec la politique du président James Buchanan qui a défendu la politique esclavagiste des États du Sud,. Cependant, depuis la sécession de la Caroline du Sud, le gouvernement de Lincoln ne peut adopter un programme ouvertement anti-esclavagiste susceptible d'aggraver la crise. Le Fugitive Slave Act de 1850, devient la pierre de touche entre les républicains et les démocrates, y toucher est une cause légitime de résistance au gouvernement,.

### La guerre de Sécession (1861-1865)

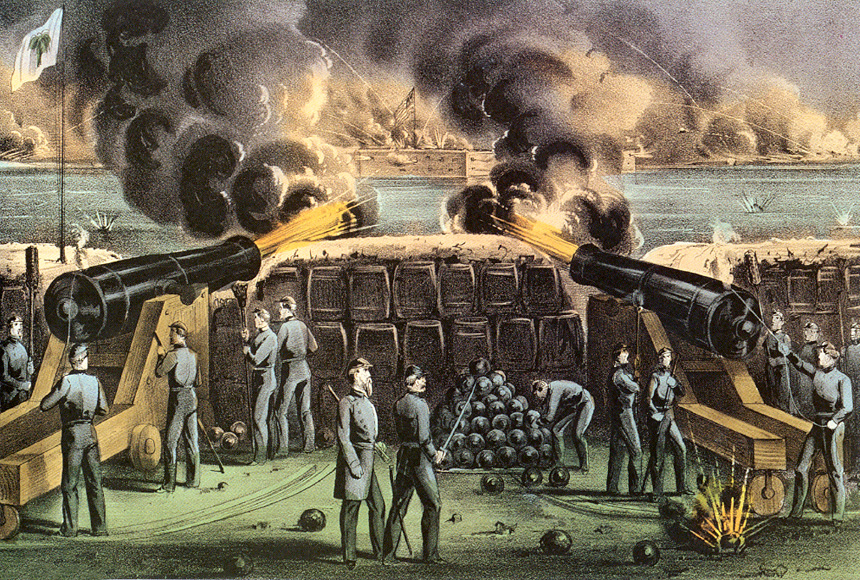
Bombardement de Fort Sumter.

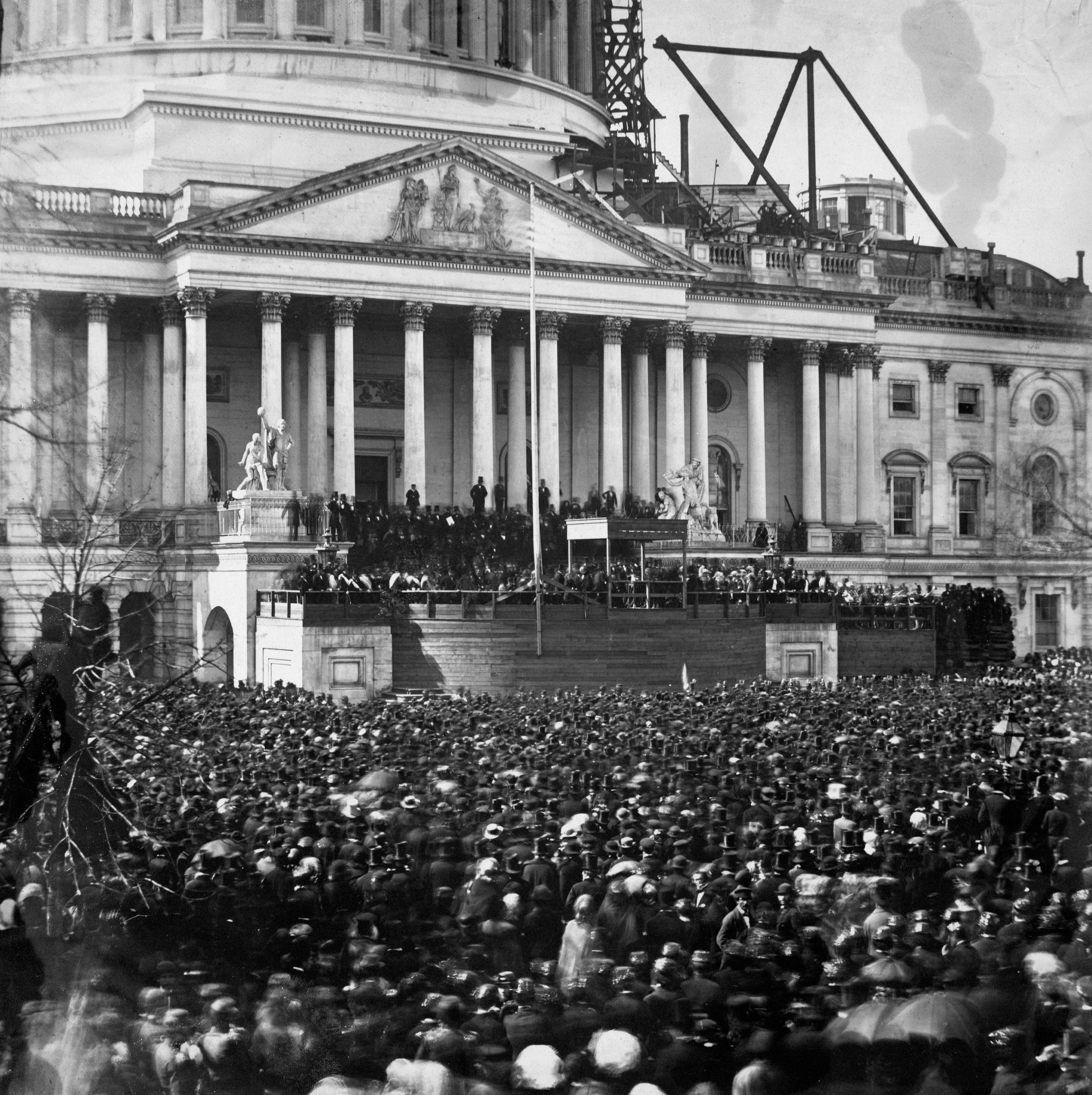
Cérémonie d'investiture d'Abraham Lincoln.

#### Le contexte
En février 1861, peu après la prise de fonction d'Abraham Lincoln, sept États font sécession et forment une Confédération qui nomme un gouvernement. Le 12 avril 1861, des troupes de l'armée des États confédérés bombardent le Fort Sumter proche de Charleston en Caroline du Sud. C'est le début de la guerre civile connue sous le nom de guerre de Sécession. Quand Sojourner Truth apprend la nouvelle de la Bataille de Fort Sumter, elle est dans le Michigan, et bien qu'elle n'a jamais voulu la guerre, elle soutient, sans réserve, les troupes nordistes de l'Union Army. Tout comme Frederick Douglass, elle voit dans ce conflit une occasion d'en finir avec l'esclavage et pour les Afro-Américains de se battre pour leur liberté. L'heure n'est plus à la dénonciation de l'esclavage mais au soutien de l'Union et de son armée,.

#### Les menaces des sudistes
Peu de temps après, Sojourner Truth et Josephine Sophia White Griffing, après être intervenues à une conférence organisée par les abolitionnistes de l'Indiana, assistent à des émeutes entre sudistes et nordistes. Quand elles veulent prendre la parole à Angola, une foule les injurie, les menace de mort, veut mettre le feu à l’hôtel où elles résident. Il leur faut la protection de la Home Guard (Union) (en), pour échapper au lynchage. L'une comme l'autre sillonnent le comté de Steuben (New York), prenant la parole auprès d'assemblées de femmes pour dénoncer l'esclavage, les rebelles (sudistes) et disent qu'elles le feront jusqu'à la fin de la guerre,,.

#### La rencontre avec Abraham Lincoln
Malgré les prudences diplomatiques d'Abraham Lincoln, elles répètent que l'enjeu de la guerre est bien l'esclavage et son abolition. Quand en avril 1862, le Congrès affranchit l'ensemble des esclaves résidant dans le district de Columbia, c'est une explosion de joie parmi les abolitionnistes, Sojourner Truth se joint au Progressive Friends (en) de Longwwod pour présenter un mémoire au président Lincoln quant à l'émancipation des esclaves, c'est la première rencontre entre Abraham Lincoln et Sojourner Truth.

#### La proclamation d’émancipation dans tous les territoires et les exactions

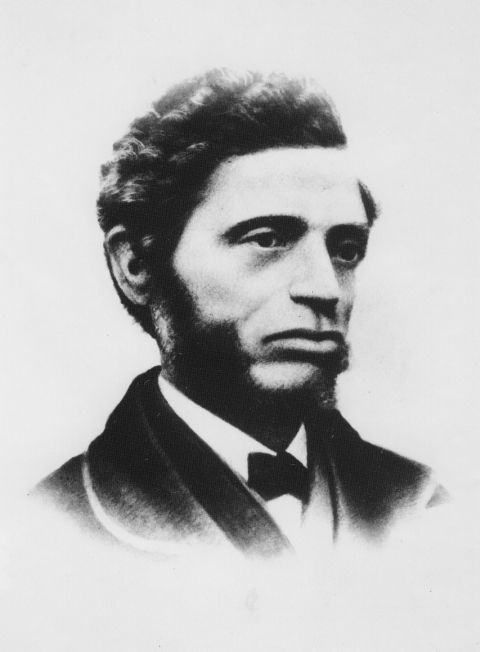
William Cooper Nell.

Le 18 juin 1862, Abraham Lincoln signe une déclaration abolissant l'esclavage sur les territoires et le 17 juillet 1862, il signe une déclaration qui devient une loi affranchissant tout esclave fugitif. Puis avec son secrétaire d'État William Henry Seward et son secrétaire au Trésor Salmon P. Chase, il étudie le contenu d'une proclamation abolissant l'esclavage dans l'ensemble des États-Unis pour qu'elle soit prête pour janvier 1863. Les divers succès militaires contre les armées confédérées lèvent tout obstacle. Le 31 décembre 1862, se tient au Tremont Temple (en) de Boston, une assemblée représentative d'abolitionnistes blancs comme afro-américains. La réunion est présidée par William Cooper Nell (en),, y sont présents parmi d'autres : Frederick Douglass, John Rock (abolitionniste) (en) William Lloyd Garrison, Harriet Beecher Stowe, William Wells Brown, Charles Bennett Ray (en). Tous sont au courant du contenu et de la date de la proclamation présidentielle et prient pour son succès. Le 1er janvier 1863 est promulguée la Proclamation d'émancipation du président Abraham Lincoln. Quand Sojourner Truth apprend la nouvelle, elle célèbre auprès de ses amis « Le jour glorieux de l'émancipation » et ils fêtent « le début de la fin »,,.
À New York, de nombreux habitants - majoritairement des irlando-américains, sympathisants des sudistes et encouragés par le gouverneur de l'État de New York, le démocrate Horatio Seymour et le maire de New York Fernando Wood - déclenchent des émeutes du 13 au 16 juillet 1863. Pour ces New-Yorkais, la Proclamation d'émancipation est la confirmation que la guerre est celle des « nègres », guerre à laquelle ils ne veulent pas participer. La foule incendie le Colored Orphan Asylum, de nombreux Afro-Américains sont pendus aux réverbères, d'autres sont lynchés, dans une rage pour éliminer toute présence d'Afro-américains de la ville de New York. L'élite afro-américaine, les médecins, pasteurs, professeurs, écrivains sont pourchassés, plusieurs sont lynchés, pendus, lapidés, brûlés vifs, les femmes sont violées. Les policiers ou soldats qui veulent protéger les Afro-Américains sont battus à mort. Le gouverneur Horatio Seymour s'adresse aux émeutiers déchaînés en les appelant « ses amis ». Isaiah Rynders (en) appelle à la destruction des immeubles qui éditent les journaux soutenant la politique d'Abraham Lincoln. Le nombre des morts est estimé à 663, mais la police en a compté 120 dont 106 Afro-Américains. Sojourner Truth apporte aide et réconfort aux rescapés du massacre,,,.

#### Le soutien aux troupes afro-américaines

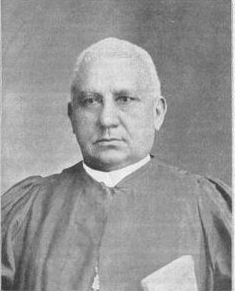
Henry McNeal Turner.

La proclamation d'émancipation de 1863, ouvre les portes de l'armée de l'Union aux Afro-Américains qui s'y pressent par milliers. Des figures afro-américaines comme Frederick Douglass, Charles Lennox Remond, Williams Wells Brown, Martin Delany, Henry McNeal Turner, Josephine St. Pierre Ruffin, Harriet Jacobs et Mary Ann Shadd Cary  font des meetings pour encourager l'enrôlement des Afro-Américains,.

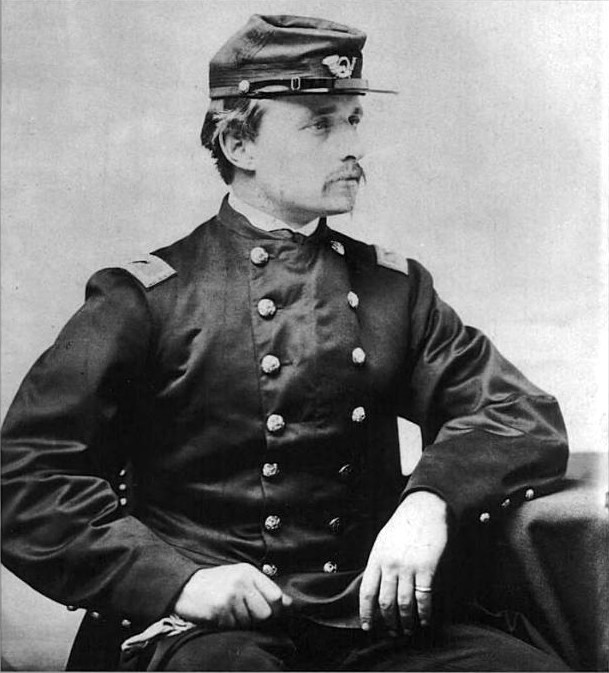
Robert Gould Shaw.

Les deux fils de Frederick Douglass et l'un des fils de Martin Delany s'engagent dans le 54e régiment d’infanterie du Massachusetts créé au printemps 1863 et commandé par Robert Gould Shaw. Ce régiment est loué par Sojourner Truth. Lorsqu'il part pour les Sea Islands le 28 mai 1863, une inconnue le rejoint, Harriet Tubman, qui sera révélée par la presse pour son rôle d'éclaireuse puis d'espionne pour le haut commandement de l'armée de l'Union. Régulièrement les journaux et magazines citent Harriet Tubman et Sojourner Truth comme les deux femmes afro-américaines les plus remarquables,.
Sojourner Truth est persuadée que l’enrôlement des Afro-Américains est une des manières de mettre fin rapidement à la guerre de Sécession. Elle entame immédiatement une tournée dans le Midwest pour soutenir l'effort de guerre en faveur de l'armée de l'Union.

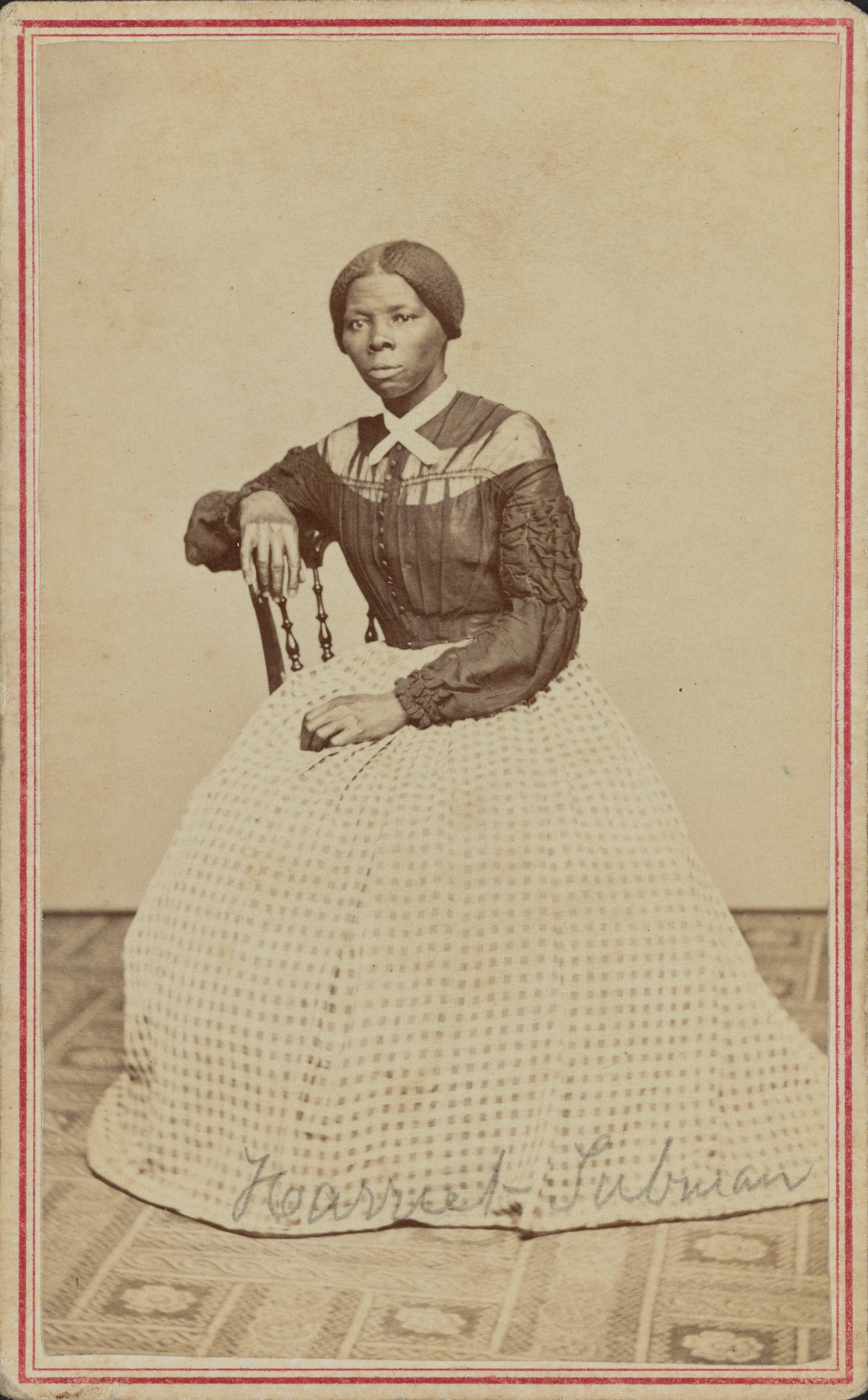
Harriet Tubman.

En fin de l'année 1863, Sojourner Truth, de retour à sa résidence de Battle Creek, lance un appel auprès de ses amis et des habitants des environs pour fournir du matériel et des vivres aux soldats de l'Union. Elle se rend à Detroit, offrir le repas de Thanksgiving au 102nd United States Colored Infantry Regiment (en) cantonné à Camp Ward. Sojourner Truth répète avec fierté son soutien aux soldats afro-américains qui se sont engagés dans l'armée de l'Union,.

#### La réélection d'Abraham Lincoln

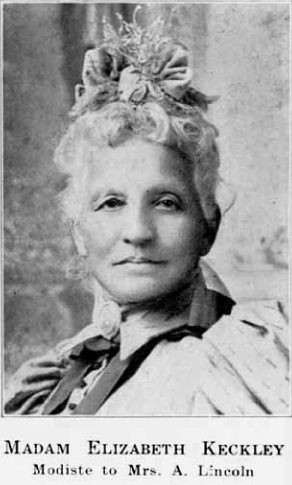
Portrait photographique d'Elizabeth Keckley.

À partir du mois de septembre 1864, Sojourner Truth s'engage dans la campagne en faveur de la réélection d'Abraham Lincoln, notamment avec ses amis Quaker du New Jersey. Puis elle se rend à Washington, où elle se joint à Jane Grey Swisshelm, Elizabeth Keckley, la confidente et la couturière personnelle de Mary Todd Lincoln, l'épouse du président Abraham Lincoln, qui dirige la Contraband Relief Association qu'elle a fondée en 1862. Grâce à Elizabeth Keckley et Lucy N. Colman (en), une rencontre est prévue à la Maison Blanche entre elles, Sojourner Truth et le président Abraham Lincoln. Audience qui a lieu le 29 octobre 1864 à 8 heures du matin,,.
Cette audience est l'occasion pour ces deux personnages de premier plan de se reconnaître et de se respecter mutuellement.

### LeFreedmen's Bureau(1864-1868)

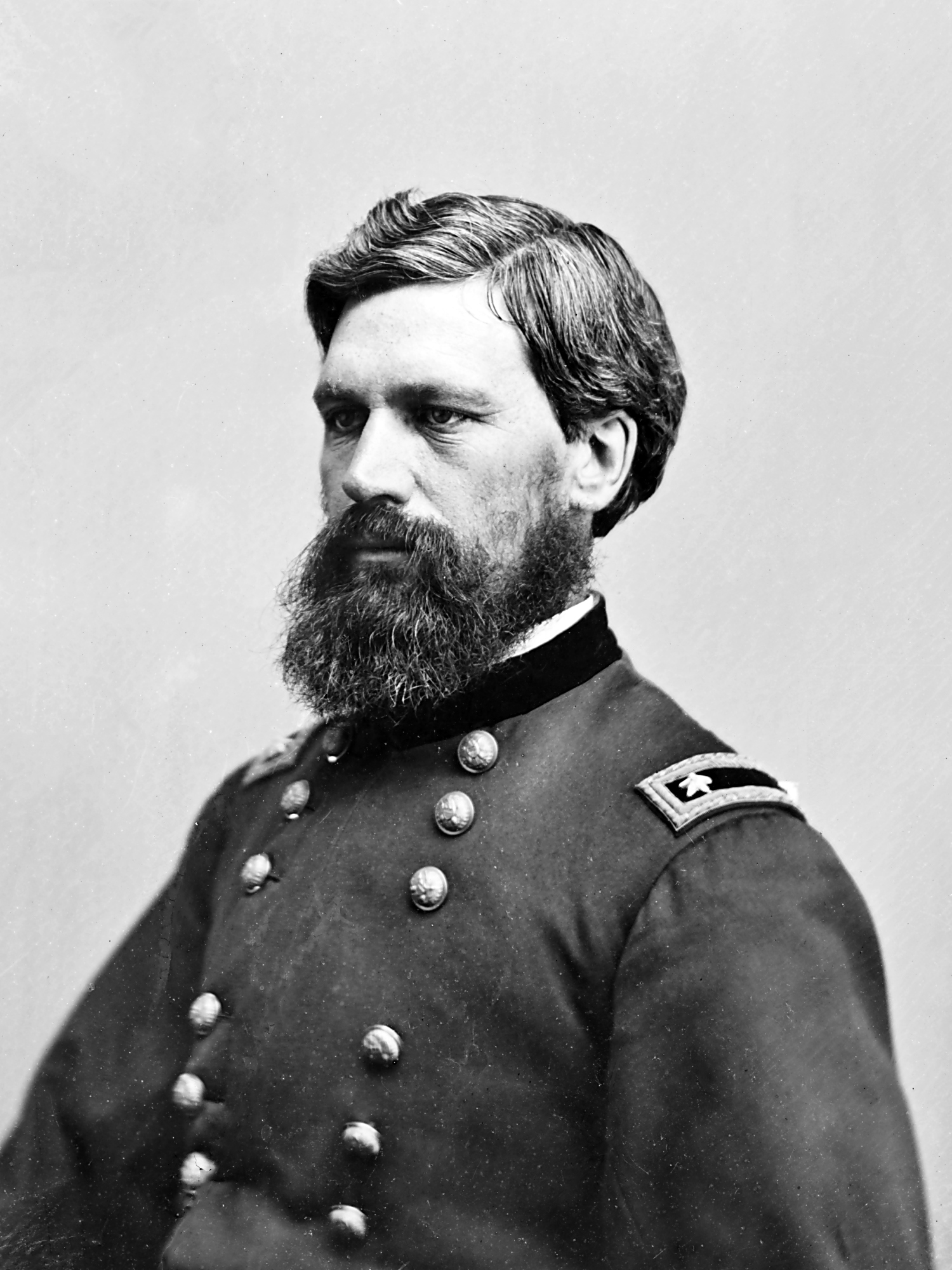
Oliver Otis Howard.

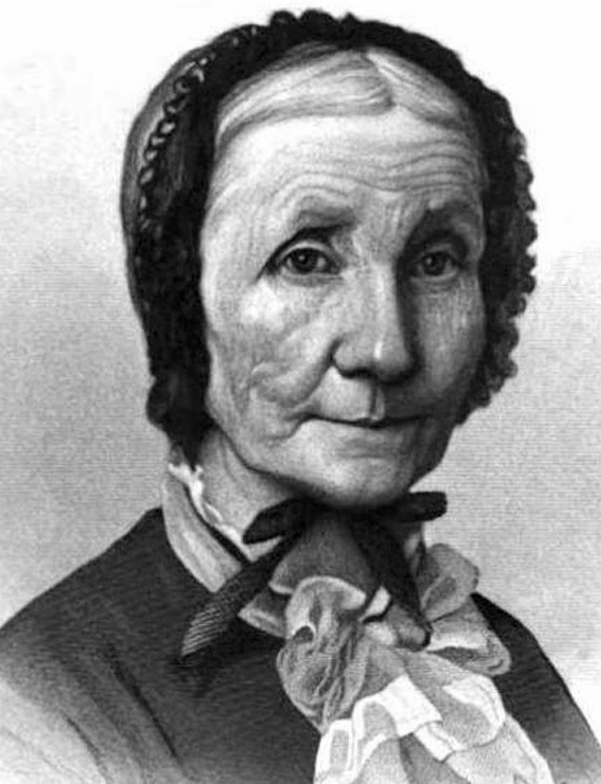
Laura Smith Haviland.

La guerre de Sécession étant terminée, Sojourner Truth et ses amies Josephine Griffing et Laura Smith Haviland (en) s'engagent pour la défense des affranchis au sein du Bureau of Refugees, Freedmen and Abandoned Lands (« Bureau des réfugiés, des affranchis et des terres abandonnées »), plus connu sous sa forme abrégée de Freedmen's Bureau,. C'est une agence gouvernementale créée à l'initiative du défunt président Lincoln, approuvée par le Congrès en 1865 et dirigée par le général Oliver Otis Howard. Son siège est à New York. La mission de cette agence est d'aider les esclaves affranchis en leur fournissant chaque jour des rations et des vêtements, des soins médicaux, de l'aide pour retrouver les membres de leurs familles, une éducation par la création d'écoles et de l'université Howard et la formation d'enseignants afro-américains. L'agence a également toute autorité pour distribuer les terres confisquées au sudistes.
Depuis qu'Andrew Johnson est devenu président à la suite d'Abraham Lincoln, les crédits pour financer le Freedmen's Bureau sont réduits et ce président démocrate laisse les États du Sud établir de nouvelles lois, les Black Codes qui limitent les droits des affranchis. C'est dans ce contexte que Sojourner Truth et ses amies s'engagent au sein du village du Bureau des réfugiés situé à Arlington Heights en Virginie et dirigé par le capitaine George B. Carse. Le Bureau a établi un hôpital qui distribue vivres et habits ainsi que des offres d'emplois aux 250 familles afro-américains qui sont de son ressort. Mais Sojourner Truth constate la sous-alimentation qui les place dans un état de dépendance étouffant tout esprit d'initiative, ce qui est contraire à ses convictions d'une nécessaire émancipation des Afro-Américains par eux-mêmes. Pour soutenir cette émancipation, en juillet 1866, elle dicte une lettre à Amy Post, son amie, qui vit à Rochester, pour l'aider à organiser et réaliser son projet en faveur de familles volontaires. Par ailleurs, Sojourner Truth, Josephine Griffing et Julia Wilbur (en) mènent une campagne contre le village d'Arlington, dénonçant les attitudes des cadres du Bureau qui dénient les aspirations et besoins des Afro-Américains et ne travaillent que pour leur salaire. Campagne qui aboutit à la fermeture du village en 1868,,.

### Organiser la relève duFreedmen's Bureau(1867-1868)
Sojourner Truth, Josephine Griffing et Julia Wilbur cherchent un moyen pour fournir des emplois aux Afro-Américains du village du Bureau des réfugiés de Arlington Heights. À partir du printemps 1867, elles les envoient dans des États plus favorables à leur emploi comme le Michigan ou New York. Sojourner Truth retourne à sa résidence de Battle Creek, dans le Michigan, où elle arrive à donner des emplois à une centaine de réfugiés. De son côté, Josephine Griffing réussit à placer entre trois cents et cinq cents réfugiés entre 1866 et 1868. Avec les efforts conjugués du Freedmen's Bureau et des initiatives de Sojourner Truth, Josephine Griffing, Julia Wilbur et d'autres, ce sont plus de 8 000 réfugiés qui sont embauchés dans les environs de Battle Creek, Brockport, Rochester, Providence... Ces bons chiffres ne sont pas satisfaisants car, pour le succès des opérations, il faudrait que les employeurs acceptent d'engager tous les membres d'une même famille en âge de travailler dans un même lieu, or les hommes sont envoyés dans des fermes et les femmes sont employées comme domestiques. Très peu emploient des personnes âgées les laissant dans la pauvreté. Cet éclatement des familles joue sur leur moral,.

### Le droit de vote des femmes

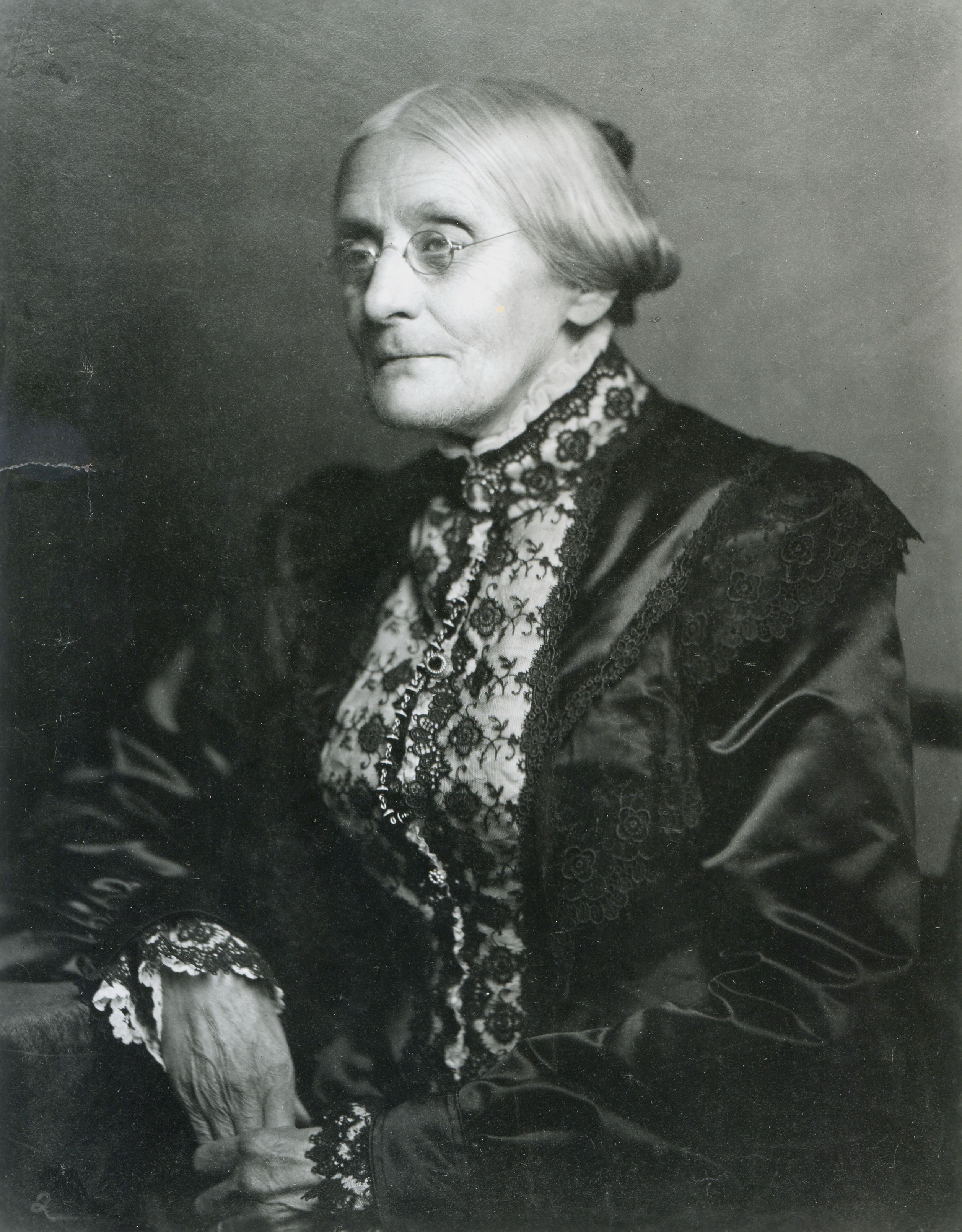
Susan B. Anthony.

En 1866, Sojourner Truth rejoint la Women's Loyal National League (en) fondée en 1863 par Susan B. Anthony et Elizabeth Cady Stanton. La mission première de cette organisation était de soutenir financièrement les efforts de guerre de l'Union Army durant la guerre de Sécession et le Treizième amendement de la Constitution des États-Unis. Après la guerre, la Women's Loyal National League s'oriente vers la défense des droits des femmes et plus particulièrement l'obtention du droit de vote des femmes. Sojourner Truth se sent isolée comme Afro-Américaine à défendre le droit des femmes noires. Susan B. Anthony lui envoie une lettre en janvier 1866 par laquelle elle l'informe qu'elle va joindre son nom à une pétition rédigée par elle-même, Elizabeth Cady Stanton et Lucy Stone et adressée aux membres du Congrès qui ont créé la Commission du droits des femmes.
En 1867, Sojourner Truth prend la parole lors de la convention de l'American Equal Rights Association, où elle attire l'attention sur le sort des femmes de couleurs récemment affranchies, réitérant ainsi le lien entre le droit des femmes blanches et celui des femmes noires.
Ce mouvement des abolitionnistes vers le droit des femmes après la guerre de Sécession est également partagé par des figures afro-américaines comme Frederick Douglass, Josephine Griffing, Charles Lenox Remond, Robert Purvis, etc. C'est un mouvement où Noirs et Blancs se rassemblent. Ce droit des femmes a un impact sur leur salaire, leurs droits d'héritage, la garde des enfants, le droit d'accession à l'enseignement universitaire, le choix de leur carrière.

### Des terres réservées aux Afro-Américains en Amérique ou au Liberia?

#### La colonisation controversée du Liberia

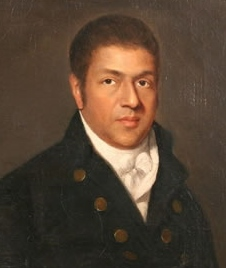
Paul Cuffee.

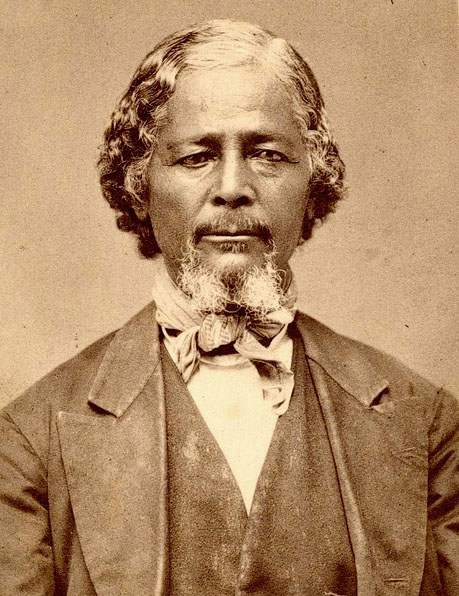
Benjamin "Pap" Singleton.

En 1870, constatant l'état d'exclusion, de pauvreté des affranchis, Sojourner Truth fait publier un article dans le New-York Tribune dans lequel elle dit se consacrer à trouver des terres pour les Afro-Américains, où ils trouveront les moyens de vivre par eux-mêmes et pour eux-mêmes - indiquant qu'il y a suffisamment de vastes territoires disponibles dans l’Ouest américain au-delà du Mississippi. S'il existe des réserves pour les Amérindiens, ne serait-il pas possible de faire de même pour les affranchis et ainsi résoudre la question des réfugiés et le coût de financement des camps de réfugiés ? Cette proposition de Sojouner Truth est liée à sa croyance dans les capacités d'autonomisation des Afro-Américains en les libérant de leur dépendance des aides du gouvernement. Solution qu'elle trouve plus simple que la transplantation vers la Sierra Leone ou la colonisation du Liberia, proposée par Paul Cuffe en 1815 et par l'American Colonization Society (ACS) en 1816. Ce projet, vite critiqué par les leaders de la communauté afro-américaine (Richard Allen, Absalom Jones, James Forten), est malgré tout repris après la guerre de Sécession par Henry McNeal Turner et d'autres qui y voient une occasion pour les Afro-Américains de pouvoir vivre libres avec des droits civiques. Cette idée est rejetée par Sojourner Truth,,,.

#### Un contexte de violence

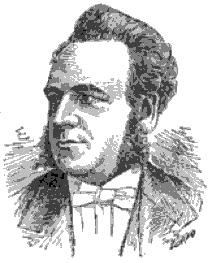
Gilbert Haven.

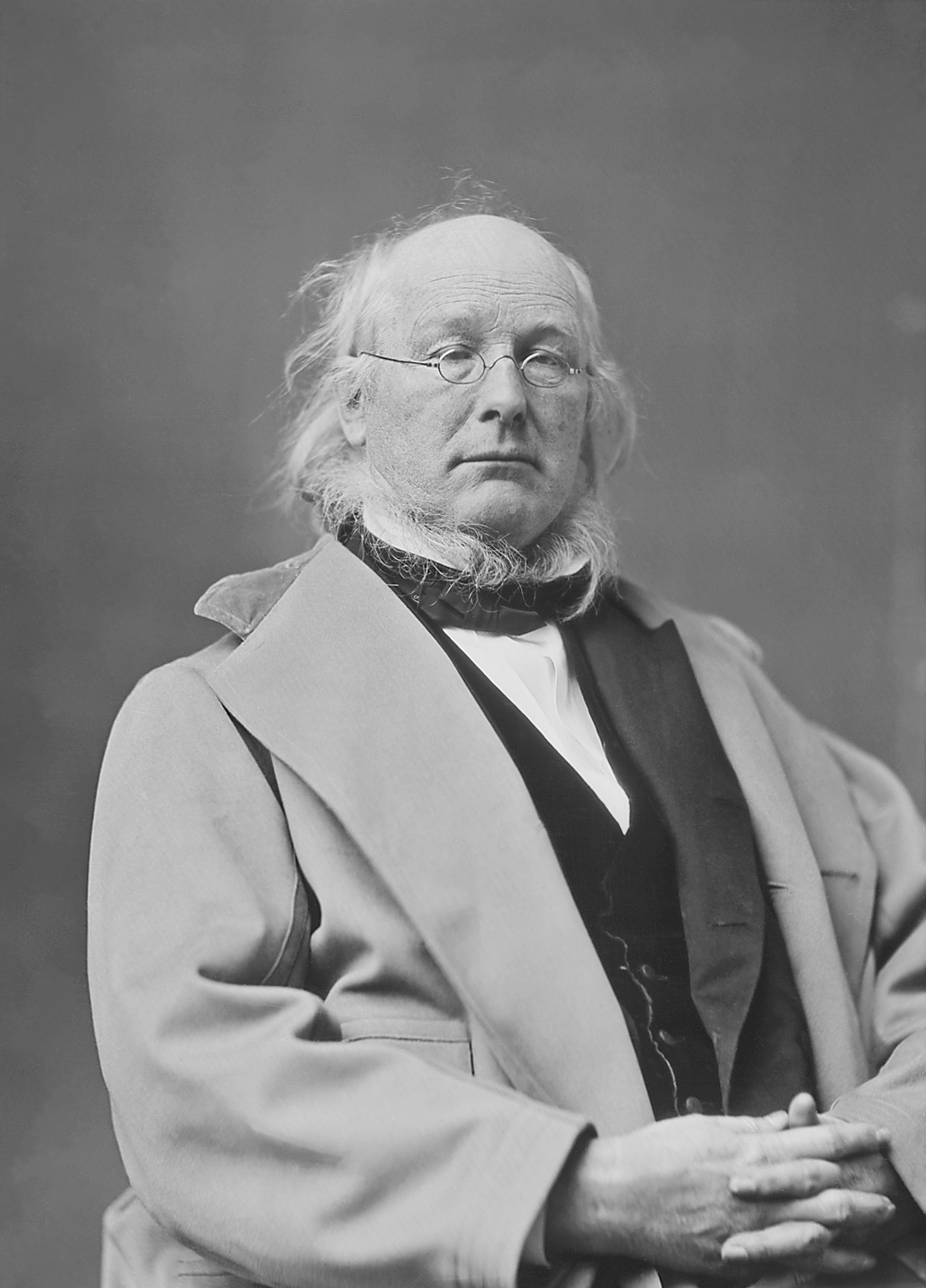
Horace Greeley.

Son inquiétude se fait également sur fond de la montée des violences de la part du Ku Klux Klan et d'autres organisations suprémacistes qui sèment la terreur auprès des Afro-Américains. Constat partagé par Henry Adams et par Benjamin "Pap" Singleton, qui l'un comme l'autre rejoignent Sojourner Truth dans sa pétition adressée au Congrès pour trouver des territoires inoccupés en Amérique qui seraient colonisés par les Afro-Américains. Pétition également soutenue par son ami de Boston, le révérend Gilbert Haven (en). En mars 1870, Sojourner Truth se rend à Washington où elle rencontre le président Ulysse S. Grant et plusieurs sénateurs républicains comme Charles Sumner, Henry Wilson, George Washington Julian (en) et le sénateur noir Hiram Rhodes Revels pour faire valoir son projet. Le 1er janvier 1871, Sojourner Truth prend la parole lors d'un meeting qui se tient au Tremont Temple (en) de Boston pour célébrer le huitième anniversaire de la Proclamation d'émancipation où elle présente sa proposition. Cette réunion est organisée par la Société américaine de tempérance, les représentants des Freedmen's Schools (en) et présidée par William Wells Brown,,.

#### Le projet d’implantation dans l’Ouest américain
Durant son allocution, Sojourner Truth répète avec force son idée d'implantation des Afro-Américains dans les territoires disponibles dans l’Ouest américain au-delà du Mississippi, plutôt que de les laisser parqués dans les camps gérés par le Freedmen's Bureau et elle demande de soutenir sa pétition. En février 1871, Le révérend Gilbert Haven publie sa pétition dans les colonnes de son journal le Zion's Herald, devenu depuis le The Progressive Christian (en), journal publié à Boston. Le succès rencontré fait que Horace Greeley publie à son tour la pétition au sein de son journal le New-York Tribune en mars 1871 pour enfin être publié au sein du National Anti-Slavery Standard.
En juin 1871, Sojourner Truth retourne à Battle Creek pour finaliser devant notaire l'achat de sa résidence sur la College Avenue en soldant son prêt hypothécaire. Cela fait, elle se rend à Detroit pour continuer à soutenir son projet d'implantation dans l’Ouest américain. Lors de sa visite, le Daily Post de Detroit salue son engagement aussi bien pour l'abolition de l'esclavage que pour le droit des femmes, et joint sa pétition au compte rendu de sa conférence. Elle reçoit également le soutien du révérend Charles C. Foote (en), l'aumônier des prisons de Detroit, qui se charge de collecter les pétitions signées pour les envoyer à Washington,.

##### Les repérages de territoires dans le Kansas
Dans une lettre du 31 décembre 1870, Byron M. Smith de Topeka dans l'État du Kansas, invite Sojourner Truth à s'y rendre, tous frais payés, afin de lui présenter des possibilités d'implantations. En septembre 1871, Sojourner Truth prend le train pour répondre à son invitation et ils parcourent le Kansas tous les deux pendant cinq mois. Régulièrement elle donne des conférences, sur les implantations, sur les droits des femmes et sur la lutte contre l'alcoolisme, répétant qu'avec le droit de vote des femmes, cesseront une gouvernance défectueuse et la corruption qui minent la vie politique. Le bilan de cette tournée est décevant. Sojourner Truth comme Byron M. Smith n'ont pu établir aucune base concrète permettant des implantations, probablement à cause du manque d'acheteurs possédant les fonds nécessaires. Finalement le projet reste aussi vague qu'en 1871,,.

##### Le retour à Battle Creek, l'abandon du projet d'implantation en Amérique

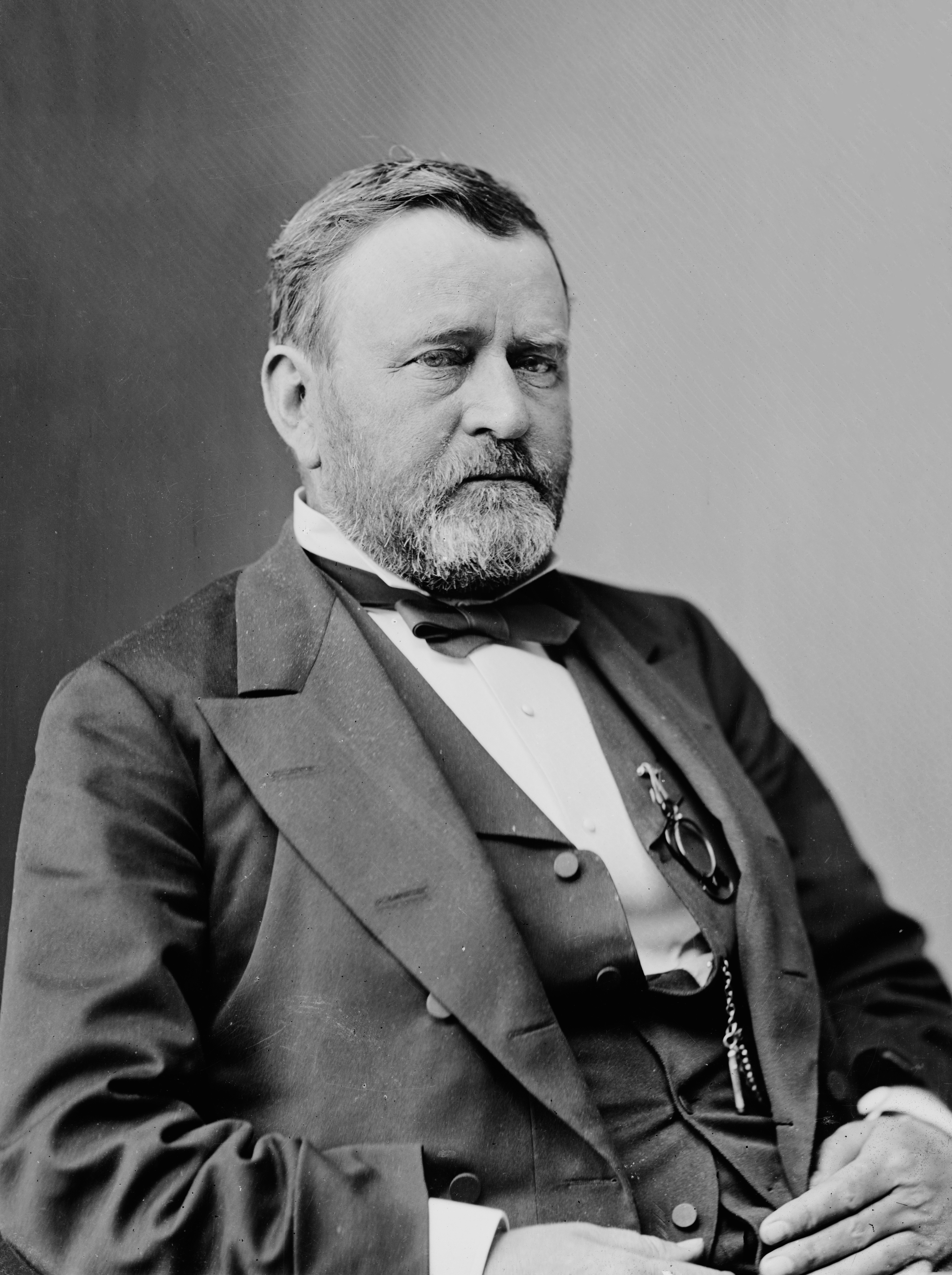
Ulysses S. Grant dans les années de sa présidence.

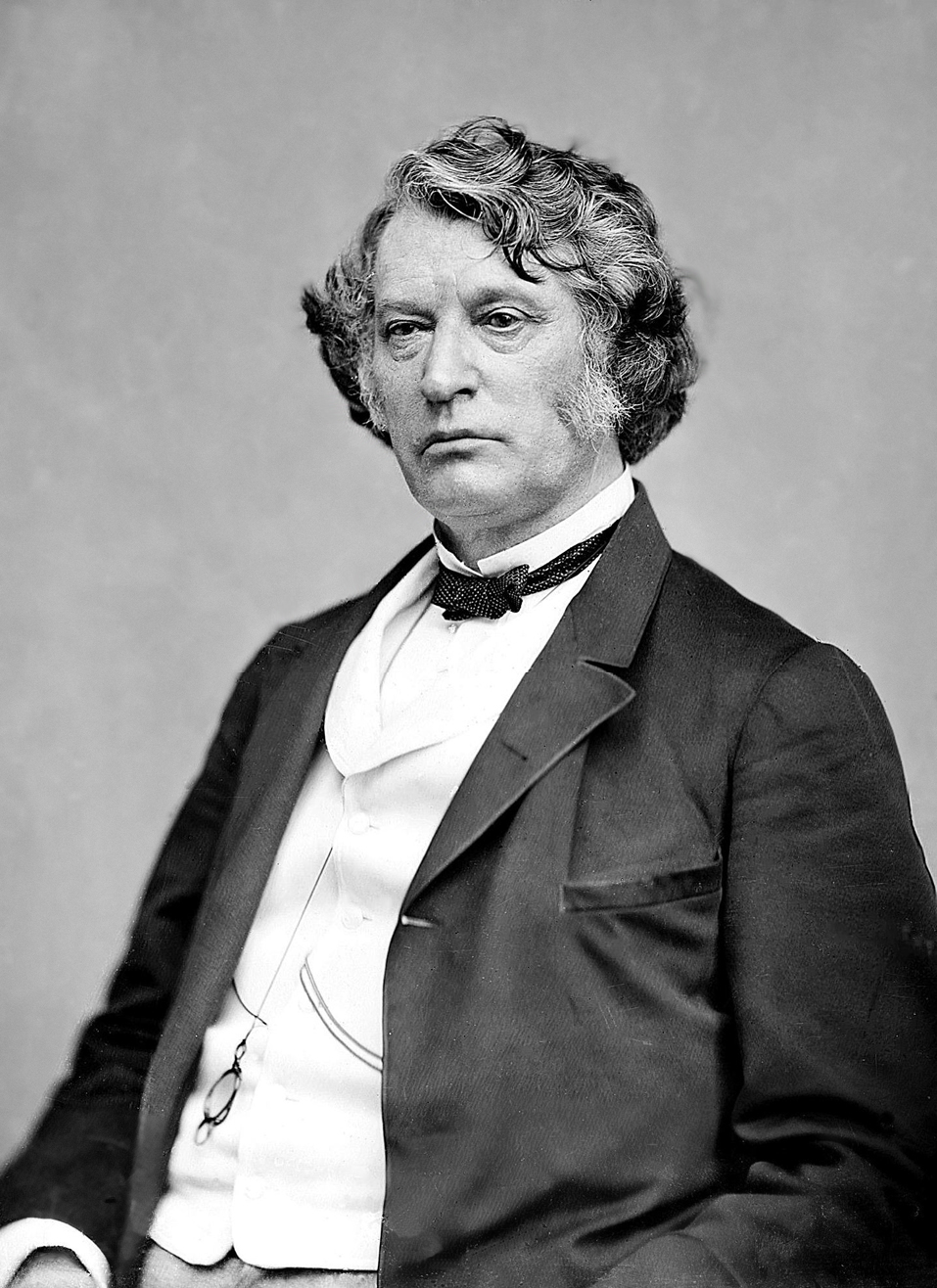
Charles Sumner.

Sojourner Truth et ses amis continuent à recueillir des signatures pour sa pétition. Pour cela, elle sillonne le Michigan pour tenir des conférences à Detroit, Grand Rapids, Kalamazoo, Saginaw, Ann Harbor, Adrian et en même temps, elle mène une campagne pour soutenir son candidat à la présidence, Ulysses S. Grant. Ce dernier est réélu, ce qui lui permet de se reposer durant l'hiver 1872-1873. Au printemps 1873, elle reprend son travail en faveur des implantations et parallèlement, elle aide les habitants de Detroit et Grand Rapids à fonder une section locale de la Woman's Christian Temperance Union et un chapitre de l'Order of the Eastern Star. Au bout de trois ans de campagne pour son projet d'implantation, elle se rend à Washington et avec le soutien de son ami le général Oliver Otis Howard, elle dicte une lettre destinée à la fois à Benjamin Franklin Butler, membre de la Chambre des représentants et à un général de la guerre de Sécession pour un solliciter un financement de son projet. Benjamin Butler envoie à son tour un courrier destiné à Charles Sumner membre du Sénat. Malgré les efforts conjoints de Sojourner Truth et de Benjamin Butler, le projet des implantations ne sera jamais présenté au Congrès. Il est définitivement abandonné par Sojourner Truth au printemps 1874,.

### La maladie et la fin de sa carrière

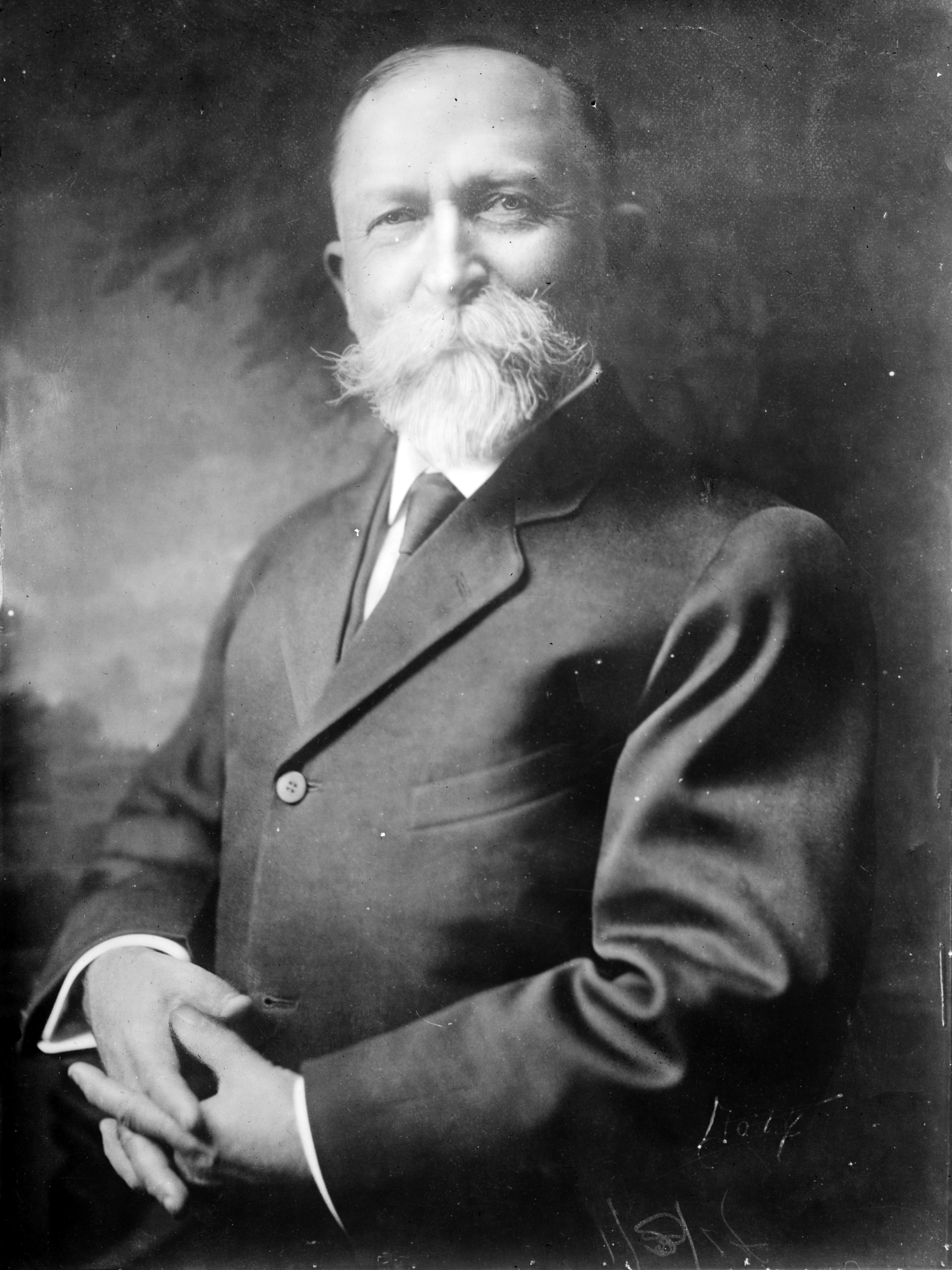
John Harvey Kellogg.

À la fin de l'année 1874, Sojourner Truth tombe malade, une hémiplégie paralyse tout son côté droit, des ulcères de la jambe se développent, qui ne disparaîtront jamais. Sous la prescription de son médecin, elle doit rester alitée pendant deux mois et voyant son état, son ami le docteur John Harvey Kellogg la fait admettre dans son sanatorium de Battle Creek, où le personnel de santé lui prodigue les meilleurs soins possibles. En dépit de la maladie, elle reprend ses cycles de conférences à partir de 1878 jusqu'en 1880. Celles-ci sont transcrites et publiées dans la presse, notamment par The Christian Recorder (en) de Philadelphie, organe de l'Église épiscopale méthodiste africaine, The Woman's Tribune (en) lié  à l'American Woman Suffrage Association, le Chicago Inter Ocean... En 1880, bien qu'elle ne puisse plus se déplacer, les personnes lui rendent visite dans sa résidence de Battle Creek, où elle est entourée par ses filles qui s’occupent d'elle jusqu’à sa mort en 1883. Jusqu'à ses derniers instants, elle se montre enjouée vis-à-vis de ses visiteurs et plus particulièrement envers les journalistes et ne perd jamais son sens de l'humour,,.

### Vie privée
Sojourner Truth meurt d'épuisement à son dernier domicile, celui de Battle Creek, le 26 novembre 1883, ses dernières paroles sont « suivez l'enseignement de notre Seigneur Jésus ». Elle est enterrée dans le cimetière de Oak Hill à Battle Creek,,.

## Transcriptions écrites de l'autobiographie et des discours de Sojourner Truth
Les ouvrages suivants sont des éditions critiques de références, sans préjudice d'autres éditions.

### En version bilingue anglais-français
- Sojourner Truth (trad. Françoise Bouillot, préf. Pap Ndiaye), Et ne suis-je pas une femme? = And ain't I a woman? (discours), Paris, Payot, 2021, 141 p. (ISBN 9782228928632, lire en ligne)

### En français
- Sojourner Truth (trad. Françoise Bouillot), L'histoire de ma vie, Paris, Payot, coll. « Petite Bibliothèque Payot », 2022, 208 p. (ISBN 9782228929776)

### En américain
- (en-US) Gilbert Olive & Frances W. Titus (dir.), Narrative of Sojourner Truth, Salem, New Hampshire, Ayer Company Publisher /  Beaufort Books (réimpr. 1878, 1974,) (1re éd. 1850), 320 p. (ISBN 9780405018411, OCLC 1036786904, lire en ligne), Lydia Maria Child,
- (en-US) Patricia C. McKissack & Fredrick L. McKissack (dir.), Sojourner Truth: Ain't I a Woman?, New York, Scholastic, 1er novembre 1992, 200 p. (ISBN 9780590446907, lire en ligne),
- (en-US) Suzanne Pullon Fitch (dir.), Sojourner Truth as Orator : Wit, Story, and Song, Westport, Connecticut, Greenwood Press, 23 septembre 1997, 272 p. (ISBN 9780313300684, lire en ligne),

## Archives
Les archives de Sojourner Truth sont déposées et consultables auprès de la bibliothèque « Sojourner Truth » de Université de l’État de New York à New Paltz (en).

## Hommages

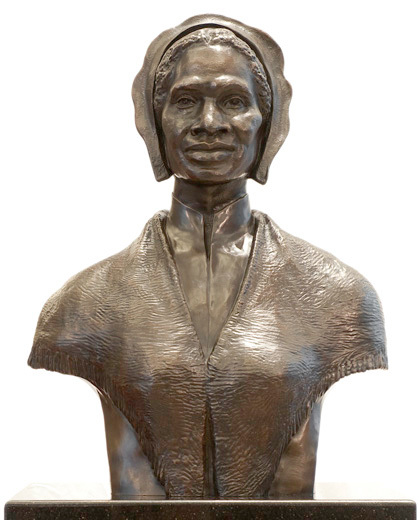
Buste en bronze de Sojourner Truth par Artis Lane en 2009, trônant au Capitole à Washington

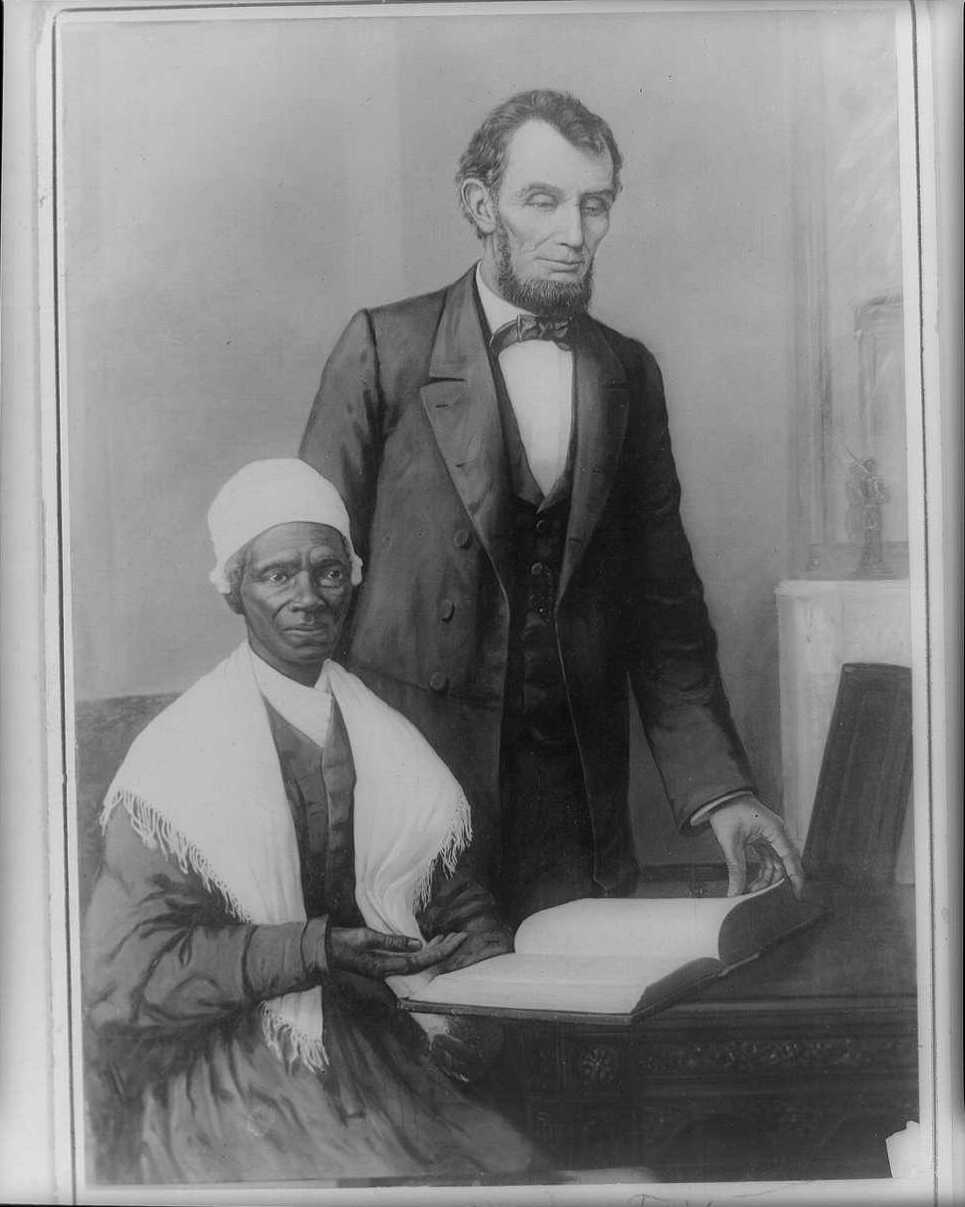
Abraham Lincoln et Sojourner Truth devant une Bible, dessin, 1864.

- En 1971, l'université de l'État de New York à New Paltz baptise sa nouvelle bibliothèque « Sojourner Truth »[256],[257],
- En 1986, a lieu la cérémonie d'inscription de Sojourner Truth au National Women's Hall of Fame[258].
- Sojourner Truth est l'une des 39 convives attablées au sein de l'installation The Dinner Party (1974-1979) réalisée par l'artiste féministe Judy Chicago[259].
- En 1983 : cérémonie d'inscription au Michigan Women's Hall of Fame[260].
- En 1986, l'illustrateur Jerry Pinkney dessine un portrait de Sojourner Truth pour l'United States Postal Service qui sert d'effigie pour un timbre de 22 cent mis en service le 4 février 1986[261],[262].
- L'artiste afro-américaine Faith Ringgold lui rend hommage dans son tableau The Sunflowers Quilting Bee at Arles[263].
- En 1997, le robot de la sonde spatiale Mars Pathfinder  — une mission d'exploration de la planète Mars développée par la NASA  — est baptisé « Sojourner », en sa mémoire[264],[265].
- En 2002 est érigée une statue de Sojourner Truth à Florence un village à proximité de Northampton dans l'État du Massachusetts en mémoire de sa venue en 1843[266].
- En 2006, le président George W. Bush signe une loi qui autorise l'exposition permanente d'un Buste de Sojourner Truth (Capitole des États-Unis) (en) dans l'Emancipation Hall (« Salle de l'émancipation ») du Centre d'accueil des visiteurs du Capitole des États-Unis (en), il est réalisé par la sculptrice Artis Lane (en) et inauguré le 28 avril 2009[267].
- En 2014, le Smithsonian (magazine) nomme Sojourner Truth dans sa liste des 100 Américains les plus importants de tous les temps[268].
- En 2020, Andrew M. Cuomo, gouverneur de l'État de New York, inaugure une statue de Sojourner Truth exposée dans le parc historique d'État à proximité de la Passerelle sur l'Hudson (en) dans le comté d'Ulster pour célébrer le centenaire de l'obtention du droit de vote des femmes aux États-Unis[269].
- En astronomie, sont aussi nommés en son honneur (249521) Truth, un astéroïde de la ceinture principale d'astéroïdes[270], et Truth, un cratère de la planète Vénus[271].